# Bundesstraße 15n
Die Bundesstraße 15 neu (auch Bundesstraße 15n, kurz B 15n) ist eine seit 2006 im Bau befindliche und seit 2011 teilweise fertiggestellte Bundesstraße in Deutschland. Mit ihrer Gesamtlänge von rund 130 km verläuft sie vollständig in Bayern. Nach ihrer Fertigstellung soll sie in Nord-Süd-Richtung von Regensburg (A 93-Nord) über Landshut (A 92) und das Inntal nach Rosenheim (A 8, A 93-Süd) führen. Während sich der Nordabschnitt bereits bis zum Kreuz Landshut im Betrieb befindet, ist die südliche Weiterführung über die A 92 hinaus strittig und Gegenstand von Variantenüberlegungen (Stand 2015–2016).
Der Nordabschnitt bis zur A 92 ist durchgehend vierspurig mit Standstreifen (anfänglich mit RQ 26, aktuell mit RQ 28) ausgeführt. Es handelt sich um eine „gelbe Autobahn“. Eine spätere Umwidmung zur Bundesautobahn ist denkbar.
B 15n lautete zudem die offizielle Bezeichnung einer ehemaligen Schnellstraße vor ihrem Ausbau zur heutigen Bundesautobahn 93 im Streckenabschnitt zwischen der Anschlussstelle 19 (Falkenberg (Oberpfalz)/B 299) und der Einmündung in die ehemalige Bundesstraße 15, nahe der heutigen Anschlussstelle 25 (Weiden-Süd).
Der Bau der Bundesstraße 15n ist hinsichtlich seiner verkehrlichen Wirkung sowie aufgrund der landschaftlichen und ökologischen Eingriffe sehr umstritten und es gibt dagegen zahlreichen Widerstand in Bevölkerung und Politik.

## Verlauf

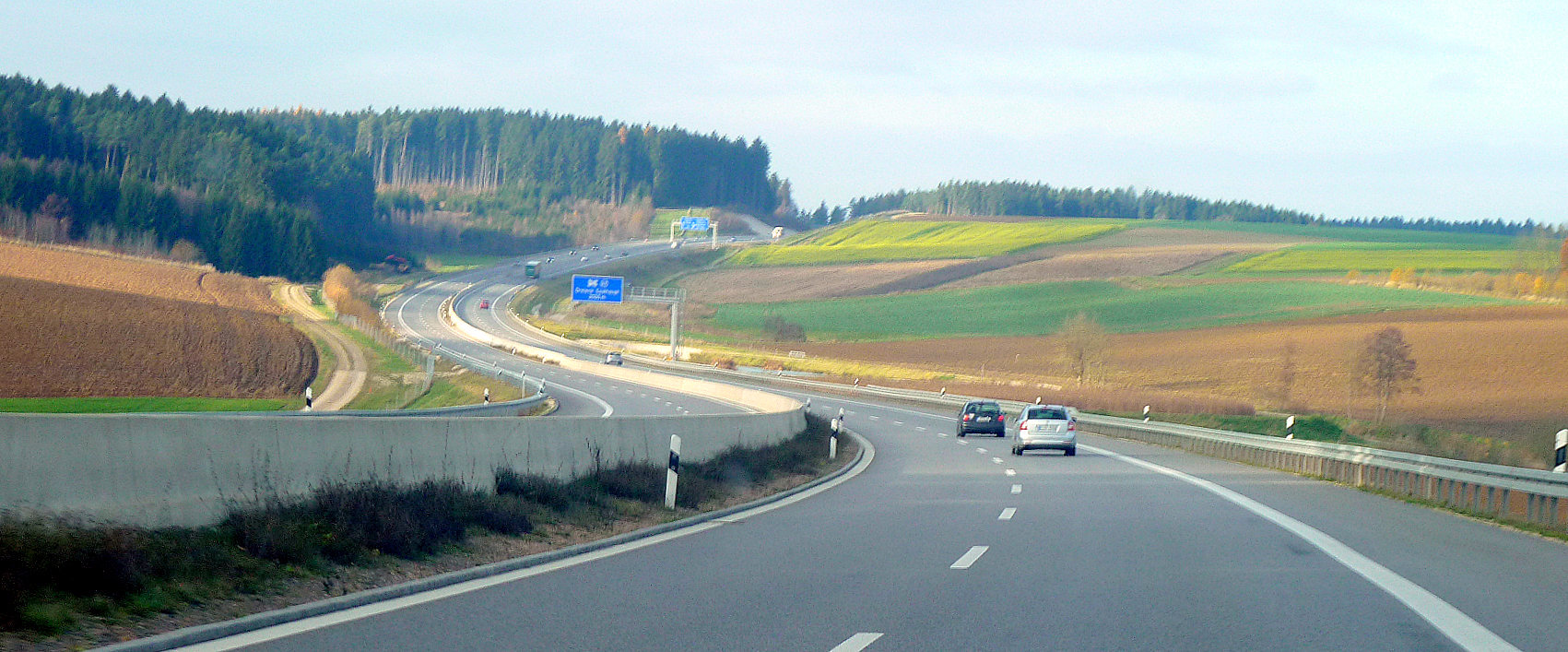
B15 neu – ca. 2 km vor dem Dreieck Saalhaupt

Die B 15n zweigt südlich von Regensburg bei Saalhaupt von der A 93 ab und soll über Landshut nach Rosenheim führen, wo sie nahe dem Autobahndreieck zur A 93 (Inntaldreieck) auf die A 8 stoßen soll. Sie verbindet damit wie die jetzige B 15 Regensburg mit Landshut und Rosenheim, verknüpft aber darüber hinaus als autobahnähnliche Bundesstraße die Autobahnen A 93, A 92, A 94 und A 8 miteinander und bietet damit nach einer Fertigstellung eine alternative Nord-Süd-Verbindung zur bisherigen Münchner Ostumfahrung und zur B 299.

### Fauna-Flora-Habitat
Im Bereich der Raumordnungstrasse von 1977/78 liegen im Abschnitt von Landshut nach Rosenheim folgende Gebiete von gemeinschaftlicher Bedeutung, die im Schutzgebietsnetz Natura 2000 gelistet sind:
- Ehemaliger Standortübungsplatz Landshut mit Isarleite (DE 7439-371)
- Isental mit Nebenbächen (DE 7739-371) – auch Thalhamer Moos[5] genannt
- Innauen und Leitenwälder (DE 7939-301)
- Ebersberger und Großhaager Forst (DE 7837-371)
- Rotter Forst und Rott (DE 8038-371)[6]

Zwischen Haag und Rosenheim im Bereich der Anmeldetrasse 2013 zum Bundesverkehrswegeplan 2030 ergänzt folgendes Gebiet gemeinschaftlicher Bedeutung:
- Attel (DE 79383-719)[6] – auch Atteltal genannt

Im Bereich der östlichen Umfahrung Landshuts kommt hinzu:
- Kleine Vils (DE 7539-371)

### Gebietskörperschaften
- Bayern
  - Landkreis Kelheim
    - Marktgemeinde Bad Abbach, Gemeinde Hausen

  - Landkreis Regensburg
    - Marktgemeinde Schierling

  - Landkreis Straubing-Bogen
    - Marktgemeinde Mallersdorf-Pfaffenberg

  - Landkreis Landshut
    - Gemeinde Neufahrn, Marktgemeinde Ergoldsbach, Marktgemeinde Essenbach

### ÜberquerteGewässer
- Espergraben, bei Bad Abbach
- Paringer Graben, bei Schierling
- Große Laber, bei Schierling
- Allersdorfer Bach, bei Schierling
- Haselbach, bei Mallersdorf-Pfaffenberg
- Schaltdorfer Bach, bei Neufahrn
- Kleine Laber, bei Neufahrn
- Dörnbacher Graben, bei Ergoldsbach
- Goldbach, bei Ergoldsbach
- Gänsgraben, bei Essenbach
- Moosgraben, bei Essenbach

## Geschichte

Ursprüngliche A 93-Planung;
blau: heutiger Autobahnausbau,
orange: Planung aus dem Jahr 1976 – Linienführung später auf die B 15n übertragen

Erste Planungen für eine Nord-Süd-Route im Osten Bayerns wurden Anfang der 1930er Jahre in Angriff genommen. In den sechziger Jahren wurde mit der Planung einer durchgehenden Autobahnverbindung über Landshut (Projektname: „Bundesautobahn A 93 Regensburg-Traunstein“) begonnen und 1972 von der Regierung Niederbayern das Raumordnungsverfahren eingeleitet. Mit der Aufgabe der ursprünglichen Zielrichtung südlich von Landshut nach Traunstein wurde das Verfahren ausgesetzt.
Mit geänderter Trassenführung Richtung Rosenheim (Autobahndreieck Inntal) wurde das Raumordnungsverfahren 1975 neu beantragt (Projektname: „Bundesautobahn A 93 Landshut–Rosenheim“). Dieses Verfahren wurde mit der landesplanerischen Beurteilung für den Abschnitt Landshut–Rosenheim durch die Regierung von Oberbayern (22. April 1976) und die Regierung von Niederbayern (22. Dezember 1977) abgeschlossen; für den Streckenabschnitt Regensburg–Landshut war dies bereits am 12. Dezember 1975 erfolgt.
Am 20. November 1978 wurde diese Linienführung durch den Bundesminister für Verkehr nach § 16 Bundesfernstraßengesetz zur landesplanerisch positiv beurteilten Trasse bestimmt und am 30. Juli 1980 diese Linienbestimmung auf die B 15 neu übertragen und diese erstmals in den Bundesverkehrswegeplan 1980 aufgenommen. 1987 gab es die ersten genehmigten Vorentwürfe. Ab 1989 wurde mit der Einleitung von Planfeststellungsverfahren begonnen.
Somit ersetzt die B 15n die frühere Planung der A 93, denn diese wurde südlich von Regensburg (ab Saalhaupt) nicht nach Rosenheim, sondern zum Dreieck Holledau (A 9) geführt – das Teilstück zwischen den Dreiecken Saalhaupt und Holledau war ursprünglich als Teil der A 90 geplant. Die Trasse der B 15n entspricht in etwa dem Verlauf der Bundesstraße 15, jedoch streckenweise in größerem Abstand. Es ist deshalb möglich, dass die B 15 nach Fertigstellung der B 15n in Teilbereichen nicht zur Staatsstraße abgestuft wird, sondern als Bundesstraße bestehen bleibt.
2003 wurde die B 15n in den Bundesverkehrswegeplan 2003 (BVWP 2003) und in das Landesentwicklungsprogramm Bayern (LEP) aufgenommen. Das Kostennutzenverhältnis wurde darin für den Abschnitt zwischen der A 93 und A 94 mit 3,2 errechnet und für den Abschnitt von der A 94 bis zur A 8 mit 3,3.
Im Abschnitt Regensburg – A 94, wurde sie als rasch zu verwirklichende bzw. fertigzustellende Bundesfernstraße genannt. Mit der Fortschreibung des Landesentwicklungsplanes wurde durch die Bayerische Staatsregierung (August 2006) das Ziel einer zügigen Planung und Verwirklichung der B 15 neu von Regensburg bis Rosenheim formuliert. Im Landesentwicklungsprogramm 2013 wird eine zügige Realisierung der bayerischen Straßenbauprojekte des BVWP 2003 eingefordert und auf die 2015 anstehende Fortschreibung des Bundesverkehrswegeplans hingewiesen. Der am 12. 2013 für den Bundesverkehrswegeplan 2030 eingereichte Entwurf einer Trassenführung wich in einigen Abschnitten von der Raumordnungstrasse aus den Jahren 1976/77 ab. Im März 2015 wurde dieser durch einen neuen Entwurf mit zwei Alternativtrassen ersetzt.

## Verkehrsaufkommen

### Zählungen
Nach der Fertigstellung der A 93 betrug 2002 das Verkehrsaufkommen bei Regensburg 60 bis 70 Tausend Fahrzeuge pro Tag.
Aktuell verkehren auf der B 15 (alt) streckenweise etwa 10.000 und in einzelnen Bereichen bis zu 18.000 Kraftfahrzeuge pro Tag. Der Schwerlastanteil beträgt bis zu 27 Prozent. Gemäß nachfolgendem Diagramm liegt mancherorts die Verkehrsbelastung bei 5.000 Fahrzeugen täglich. In den Bereichen Landshut und Rosenheim liegen diese Werte durch den Quell- und Zielverkehr deutlich darüber. Die größte Verkehrszunahme entlang der B 15 fand zwischen den Jahren 1970 und 1990 statt, schwächte sich dann im Folgejahrzehnt ab. Zwischen 2000 und 2010 gab es keine wesentliche Verkehrszunahme; erheblich zugenommen hat dafür der Quell- und Zielverkehr im Raum Landshut und vor allem im Raum Rosenheim.
An den vier Dauerzählstellen der B 15 bei Hof (Nr. 9113), Maxhütte-Haidhof (Nr. 9281), Ergoldsbach (Nr. 9300) und Soyen (Nr. 9301) beträgt der Anteil an Lastkraftwagen am täglichen Gesamtaufkommen zwischen sieben und 14 Prozent.

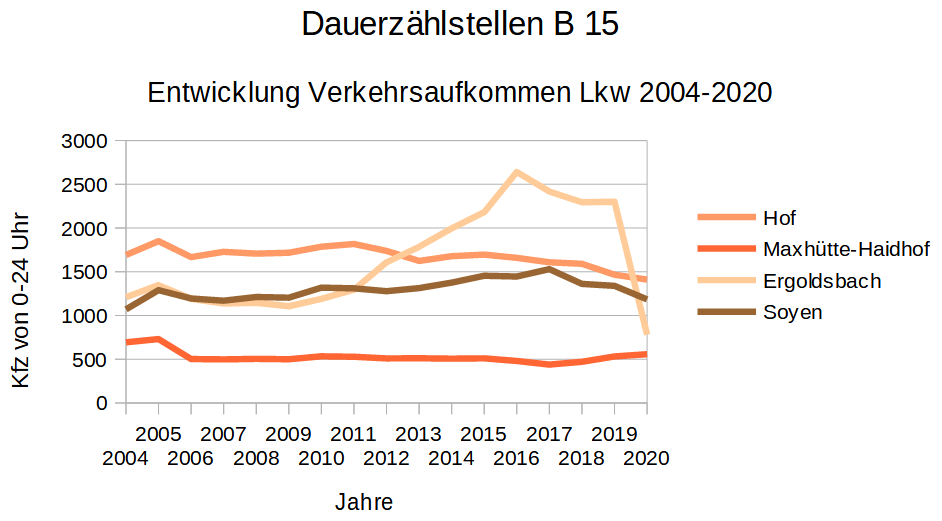
2004 bis 2016: Durchschnittliches Verkehrsaufkommen Lkw auf der B 15 entlang der vier Dauerzählstellen
Quelle: BAYSIS-Datenbank

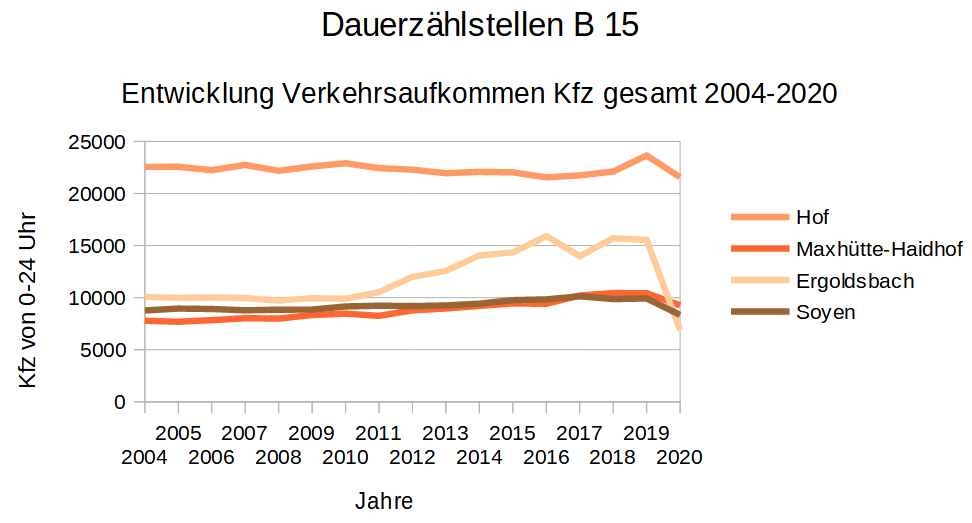
2004 bis 2016: Durchschnittliches Verkehrsaufkommen Kfz auf der B 15 entlang der vier Dauerzählstellen
Quelle: BAYSIS-Datenbank

An den vier zuvor genannten Dauerzählstellen entlang der B 15 lag der Anteil an Lastkraftwagen am täglichen Gesamtaufkommen zwischen 2004 und 2016 (1. Quartal) zwischen 400 bei Maxhütte-Haidhof und 2.200 bei Ergoldsbach.

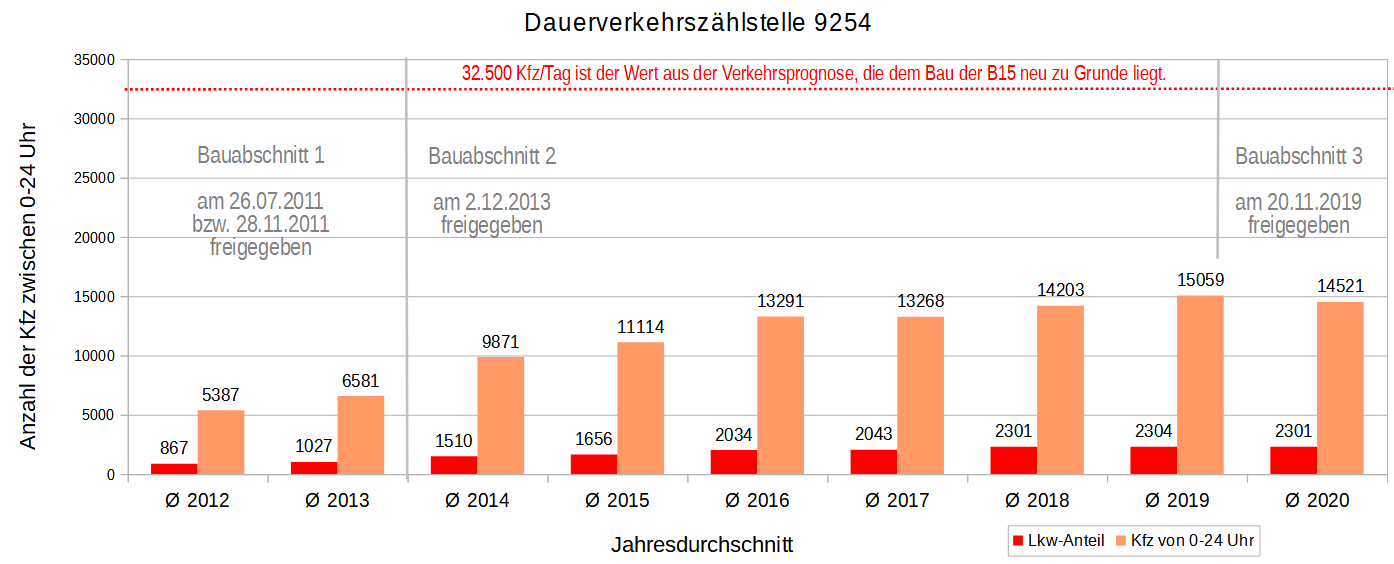
Verkehrsaufkommen auf der B 15 neu an der Anschlussstelle Schierling erfasst durch die Dauerzählstelle 9254
Quelle: BAYSIS-Datenbank

An der B 15 neu gibt es derzeit nur eine Dauerzählstelle: Nummer 9254 Anschlussstelle Schierling. Diese ist seit 2012 in Betrieb. 2012/2013 befuhren im Tagesdurchschnitt etwa 6.000 Fahrzeuge die B 15 neu. Nach der Fertigstellung des zweiten Bauabschnitts bis Ergoldsbach (Verkehrsfreigabe am 2. Dezember 2013) nahm der Verkehr im Folgejahr zu. Die Werte für die Jahre 2015 und 2016 (1. Quartal) liegen mit zirka 11.100 (in der Spitze 15.982) Fahrzeugen nahezu konstant. Nach 15,30 % im Jahr 2014 nahm der LKW-Anteil 2015 auf 14,9 % ab und lag im 1. Quartal 2016 bei 15,13 %. Zwischen den Anschlussstellen Schierling Nord und Schierling Süd verkehrten 2014 auf der B 15 neu durchschnittlich knapp 10.000 Fahrzeuge pro Tag (in Spitzenzeiten bis zu 13.000). Davon sind 1.600 (in Spitzenzeiten bis zu 2.700) Fahrzeuge dem Schwerlastverkehr zuzuordnen.
Bis zur Freigabe der B 15 neu bis Kläham bei Ergoldsbach am 2. Dezember durchfuhren Ergoldsbach täglich etwa 18.000 Fahrzeuge. Danach reduzierte sich der PKW-Verkehr im Ort um 30 Prozent und der LKW-Verkehr um 50 bis 70 Prozent. Am Kreisverkehr bei Siegensdorf jedoch, wo der Verkehr der B 15 neu wieder der B 15 zugeleitet wird, beklagen Anwohner vermehrt Verkehrslärm und das Feinstaubaufkommen. Auch der Ortskern von Ergoldsbach wird regelmäßig vom Lastverkehr mit Ziel BMW/Regensburg und Container-Terminal/Regensburg befahren. Eine private Verkehrszählung durchgeführt in den Monaten April, Mai und Juli 2015 hatte mit 1.482, 1.814 und 1.696 LKW eine erneut hohe Belastung ermittelt. Daher beschloss der Gemeinderat am 29. Oktober 2015, dass „bei der zuständigen Straßenverkehrsbehörde einen Antrag auf Sperrung der Ortsdurchfahrt (B 15 alt) für den Schwerlastverkehr zu stellen“ ist. Dieser wurde vom Landratsamt Landshut abgelehnt.
Die Dauerzählstelle Ergoldsbach befindet sich im Abschnitt 1360 der B 15 zwischen Abzweig Kläham und der LA 10. Parallel zur schrittweisen Verkehrsfreigabe der Bauabschnitte 1 und 2 der B 15 neu in den Jahren 2011 (Juli/November) und 2013 (Dezember) wurde ein Anstieg des Verkehrsaufkommens in diesem Bereich von bis dahin etwa 10.000 (2011) auf 14.000 (2014) Fahrzeuge verzeichnet. Lastkraftwagen machen etwa 19 Prozent dieses Anstiegs aus. In den drei Jahren von 2014 bis 2016 betrug der Kfz-Verkehr (LKW-Verkehr) im Mittel 14.142 (2.115) Fahrzeuge und ist damit nahezu konstant.

### Prognosen
Der Regelquerschnitt RQ 26 bzw. RQ 28 der B 15 neu (Gesamtbreite der Trasse von 26 m bzw. 28 m) entspricht den Vorgaben für gering belastete Autobahnen und Stadtautobahnen bei beengten Platzverhältnissen mit einer Leistungsfähigkeit zwischen 20.000 und 60.000 Fahrzeuge pro Tag.
Im Jahr 2010 schätze das Verkehrsministerium die Entlastungswirkung durch die Bundesstraße 15neu für die Anliegergemeinden entlang der Strecke von Saalhaupt bis Essenbach vom Quell- und Zielverkehr als gering ein.
Als Verkehrsaufkommen auf der Bundesstraße (überregionaler Fernverkehr, Nahverkehr und Regionalverkehr) wurden 30.000–40.000 Fahrzeugen pro Tag angenommen. 2007 rechnete die Bundesregierung im Falle eines durchgehenden Ausbaus der B 15 neu von der A 93 bis zur A 8 abschnittsweise mit einem Verkehrsaufkommen zwischen 25.000 und 35.000 Kfz/Tag und einem mittleren Lkw-Anteil von rund 15 Prozent. Für den Abschnitt Ergoldsbach–Essenbach wurden rund 35.000 Kfz/Tag prognostiziert. 2009 genannte Verkehrsprognosedaten mit 32.500 Kraftfahrzeugen pro Tag dienten auch 2014 als Planungsbasis.
Im Jahr 2010 nannte das Verkehrsministerium für den Prognosehorizont bis 2025 folgende Zahlen:
- A 93 bis A 92: 18.900 bis 32.500 Kfz/24 h (je nach Abschnitt)
- A 92 bis A 94: 29.000 bis 34.000 Kfz/24 h (je nach Abschnitt)
- A 94 bis A 8: 20.000 bis 25.000 Kfz/24 h (je nach Abschnitt)

Außerdem erwartete man mit dem Anschluss der B 15neu an die A 92 eine Zunahme des innerstädtischen Verkehrs (B 15/B 299) von bis zu 6.000 Kfz/24 h, die mit einer Weiterführung über die A 92 wieder aufgehoben würde.
Weitere Annahmen gingen auch von 37.500 Kraftfahrzeuge täglich mit einem Schwerverkehrsanteil von bis zu 19,4 % (zirka 7.300 LKW) aus. Nach aktuellen Prognosen geht Stand Mai 2015 das Staatliche Bauamt Landshut von 24.000 Fahrzeugen täglich aus, wenn der Anschluss der B 15neu an die A 92 erfolgt ist.
Nach dem Anschluss der B 15neu an die A 92 erwartet man eine Zunahme des Verkehrs auf der A 92.

### Planfall der Projektdossiers aus BVWP-2030-Anmeldung
Die Bewertung der beiden Teiltrassen der sogenannten Ost-Süd-Umfahrung Landshut, die zum BVWP 2030 angemeldet wurde, wurde auf Basis folgender „künftiger mittleren Verkehrsbelastungen“ durchgeführt:
1. vierstreifiger Neubauabschnitt von der A 92 bis B 299: 10.000 Fahrzeuge pro Tag (davon 19 Prozent LKW-Verkehr),
2. zweistreifiger Neubauabschnitt von der B 299 bis zur B 15: 7.000 Fahrzeuge pro Tag (davon 19 Prozent LKW-Verkehr).

Diese Verkehrsbelastungen werden als induzierter Verkehr charakterisiert. Darunter versteht man zusätzliches Verkehrsaufkommen, welches z. B. auf den Ausbau der Verkehrswege oder sonstige Verbesserungen des Verkehrsangebotes zurückzuführen ist.
Eine raumordnerische Bewertung nach Modul C der Bewertungsmethodik des BVWP 2030 wurde für beide Abschnitte nicht durchgeführt. Zur städtebaulichen Bedeutung heißt es für Abschnitt 1: „Das Projekt besitzt keine städtebauliche Bedeutung.“ Für den Abschnitt 2 heißt es weiter: „Bei einer erwogenen Realisierung der Maßnahme werden im Vergleich zur Situation im Bezugsfall auf allen betroffenen Streckenabschnitten nur geringe Unterschiede in den Verkehrsintensitäten, auftreten. Wirksamkeiten oder Beeinträchtigungen können daher nicht ausgewiesen werden. Städtebauliche Potentiale lassen sich deshalb voraussichtlich nicht oder nur auf niedrigem Niveau aktivieren.“

## Baufortschritt/Planungsstand

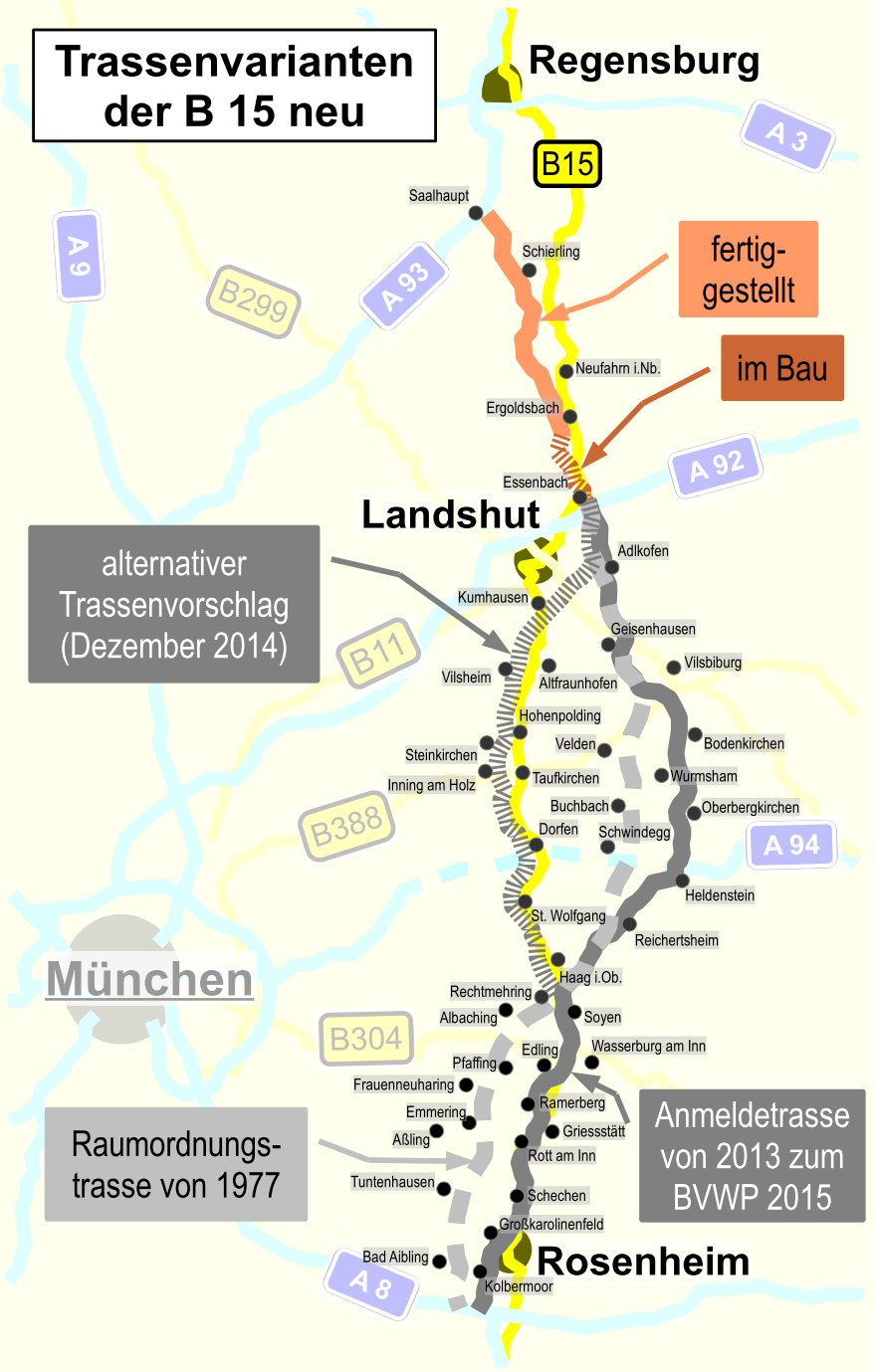
Trassenvarianten der B 15 neu

2007 begründete die Bundesregierung die Notwendigkeit dieser Straße mit „der Umfahrung des Großraumes München“ und „der Erschließung und Anbindung der durchfahrenen Regionen“. Die Autobahndirektion Südbayern ergänzte, dass durch die B 15n die Verkehrsströme in Nord-Süd-Richtung möglichst weiträumig am Großraum München vorbeigeführt werden, da diese dort nicht mehr zu bewältigen seien. Im Landesentwicklungsplan 2006 des Freistaates Bayern wird die B 15n als Maßnahme definiert, um wegen des steigenden Verkehrsaufkommens durch die EU-Osterweiterung eine Lücke im Bundesverkehrsstraßennetz im Zuge der Ost-West- wie auch der Nord–Süd-Transversalen zu schließen. Gemäß dem Bayerischen Staatsministerium des Innern soll sie helfen, den „ansteigenden Transitverkehr aus dem Osten in den Süden Europas zu bewältigen“. Hierzu werden innerhalb des bayerischen Fernstraßennetzes die A 3, A 93, A 92, A 94 und A 8 miteinander verbunden. Daneben soll durch die B 15n „die Verkehrssicherheit auf der bestehenden B 15 insbesondere in den Ortsdurchfahrten erhöht werden“. Das Staatliche Bauamt Landshut stellte im Oktober 2014 fest: „Die B 15 neu als vierspurige Fernverkehrsstraße dient in erster Linie dem weiträumigen Verkehr, der besseren Anbindung Ostbayerns, der Verbindung der Bundesautobahnen A 92, A 93, A 94 und A 8“ und das Bayerische Staatsministerium des Innern, für Bau und Verkehr ergänzte am 4. Dezember 2014: „Sie ist allein nicht geeignet, auch den Ziel- und Quellverkehr nach Landshut und den Binnenverkehr innerhalb Landshuts aufnehmen zu können“. In der Beschlussvorlage zur Stellungnahme des Regionalplanungsverbandes Landshut das Raumordnungsverfahren zur Ost-Süd-Umfahrung Landshut betreffend wird sie als „wichtige Nord-Süd-Verbindung“ gesehen, „die insbesondere den Raum Landshut besser an die Wirtschaftsräume sowie an das Fernverkehrsnetz nach Süd- und Südosteuropa anbindet“ und für den Freistaat Bayern als „dringend erforderliche dritte Nord-Süd-Achse zur Bewältigung des Ferien- und Transitverkehrs“ charakterisiert.
| Streckenabschnitt                                            | Vorbereitung Planfest- stellung | Beginn Planfest- stellung | Planfest- stellungs- beschluss | Baubeginn                        | Finanzierungs- freigabe | Verkehrs- freigabe | Bauzeit  | Gesamtprojekt- dauer |
| ------------------------------------------------------------ | ------------------------------- | ------------------------- | ------------------------------ | -------------------------------- | ----------------------- | ------------------ | -------- | -------------------- |
| Saalhaupt (A 93) bis Neufahrn i. NB                          | ?                               | ?                         | 1994                           | 2005 (inklusive Bauvorbereitung) | ?                       | 2011               | 6 Jahre  | >17 Jahre            |
| Neufahrn i. NB bis Ergoldsbach                               | ?                               | 2004                      | 2007                           | 2009                             | 2012                    | 2013               | 4 Jahre  | >9 Jahre             |
| Ergoldsbach bis Essenbach                                    | ?                               | 2005                      | 2011                           | 2013 (inklusive Bauvorbereitung) | 2014                    | 2019               | 6 Jahre  | >14 Jahre            |
| Essenbach bis Kreuz Landshut (A 92)                          | ?                               | 2005                      | 2011                           | 2013 (inklusive Bauvorbereitung) | 2014                    | 2023               | 10 Jahre | 18 Jahre             |
| Östliche Umfahrung Landshut Kreuz Landshut (A 92) bis LAs 14 | seit 2016                       | 2020                      |                                |                                  |                         |                    |          |                      |
| Östliche Umfahrung Landshut ab LAs 14 bis B 299              | seit 2016                       | ?                         |                                |                                  |                         |                    |          |                      |
| Südliche Umfahrung Landshut B 299 bis B 15                   | ?                               |                           |                                |                                  |                         |                    |          |                      |

### Bauabschnitt 1 (freigegeben seit 18. November 2011)
| Strecken- abschnitt | Fläche für Straßenbau | Ausgleichs- fläche | Gesamt- flächenbedarf |
| ------------------- | --------------------- | ------------------ | --------------------- |
| Bauabschnitt 1      | 163 ha                | 129 ha             | 292 ha                |
| Bauabschnitt 2      | 43 ha                 | 17,8 ha            | 60,8 ha               |
| Bauabschnitt 3      | 83,8 ha               | 18,8 ha            | 102,6 ha              |
| Gesamt              | 289,8 ha              | 165,6 ha           | 455,4 ha              |

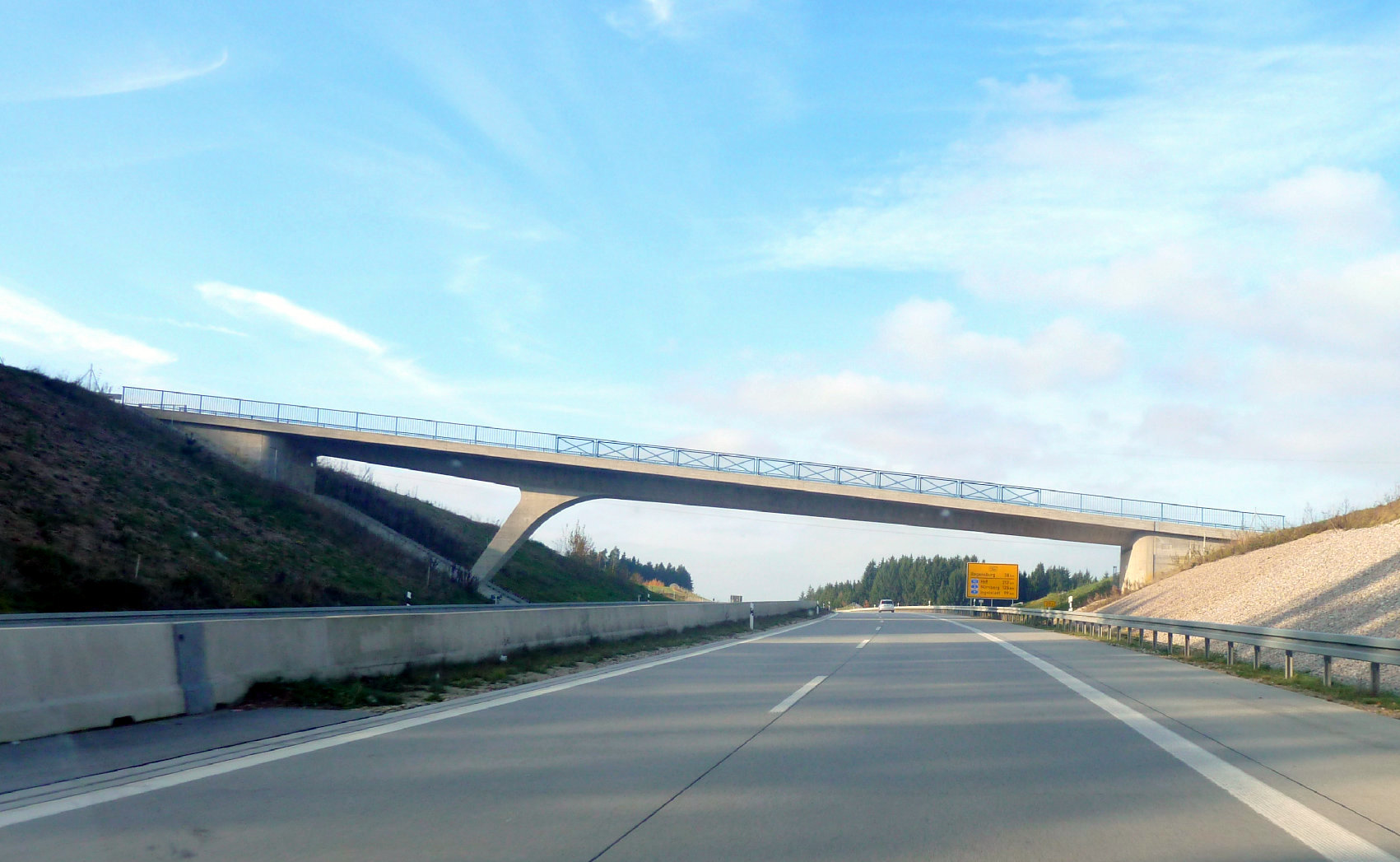
B15 neu – Brücke zwischen Hofendorf und Winkelsaß

Die Bundesstraße ist auf dem ersten 21,6 km langen Teilabschnitt zwischen Saalhaupt (A 93) und Neufahrn in Niederbayern fertiggestellt. Der Planfeststellungsbeschluss für eine vierstreifige Straße mit Mittelstreifen ohne Standstreifen (später wurde dieser ergänzt) erfolgte 1. August 1994 und wurde beklagt. 2001 folgte ein ergänzender Planfeststellungsbeschluss, der ebenfalls beklagt wurde. Im Bundesverkehrswegeplan 2003 wurde dieser Abschnitt unter der laufenden Nr. 127 im vordringlichen Bedarf eingestuft. Mit Erdaufschüttungen wurde im Tal der Großen Laber bei Schierling 2005 begonnen und die ersten der insgesamt 43 Brücken wurden ab 2006 gebaut. Am 21. Juli 2006 fand der offizielle Spatenstich bei der zukünftigen Unterführung der Kreisstraße KEH 17 bei Saalhaupt im Beisein von Vertretern des Bundes- und des bayerischen Verkehrsministeriums statt. Die Fahrbahn der B 15n wurde von Saalhaupt bis Schierling in Asphaltbauweise und zwischen Schierling und Neufahrn als Betonfahrbahn hergestellt.
| Streckenabschnitt | Länge   | Trassenbreite |
| ----------------- | ------- | ------------- |
| Bauabschnitt 1    | 21,6 km | 75,5 m        |
| Bauabschnitt 2    | 7,2 km  | 59,7 m        |
| Bauabschnitt 3    | 9,11 km | 92 m          |

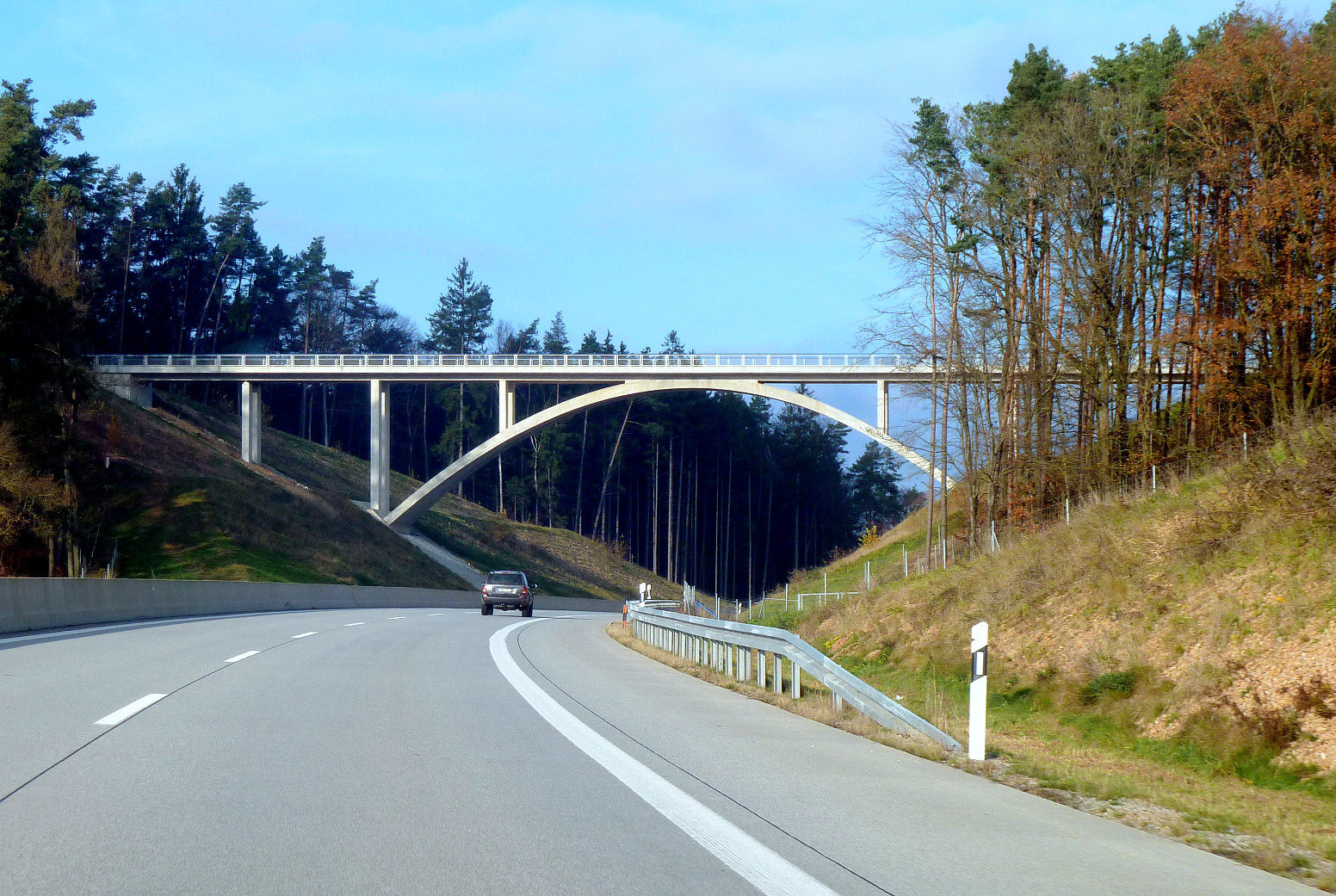
B15 neu – Brücke nahe Oberndorf

Eine der auffälligsten Brücken befindet sich in einem 22 m tiefen Einschnitt im Forst Grafenschlag. Die Bogenbrücke überspannt mit einer Länge von 99 m die B 15n. Im Tal der Kleinen Laber wurde eine 273 m lange Talbrücke mit einem neuen Bauverfahren hergestellt, um die Dauerhaftigkeit zu erhöhen.
Im Bundesverkehrswegeplan 2003 war der Streckenabschnitt von Saalhaupt nach Neufahrn i. NB mit Investitionskosten von 113,4 Millionen € veranschlagt worden. 2008 schätzte die Autobahndirektion Südbayern sie auf 154 Millionen €. Nach Fertigstellung 2011 betrugen die Baukosten 159,1 Millionen €, was einer Kostensteigerung von 40 Prozent entspricht. Für zusätzliche 14 Millionen Euro baute der Landkreis Regensburg die Südumgehung Schierling für die Anbindung an die Anschlussstelle Schierling-Süd.
Seit 26. Juli 2011 ist die B 15n bis Schierling-Süd befahrbar, die Verkehrsfreigabe bis Neufahrn erfolgte am 18. November 2011.
Zusätzliche Anschlussstelle für Mallersdorf-Pfaffenberg: Zwischen den Anschlussstellen Schierling-Süd und Neufahrn gibt es für den Bereich Mallersdorf-Pfaffenberg Bestrebungen für eine Errichtung einer weiteren Auffahrt, die in Verbindung mit einer LKW-Rastanlage ausgeführt werden könnte. Im Oktober 2019 teilte die Autobahndirektion Südbayern mit, Pläne für einen beidseitigen Parkplatz erarbeitet zu haben. Diese müssen aber noch vom Bundesverkehrsministerium genehmigt werden.

### Bauabschnitt 2 (freigegeben seit 2. Dezember 2013)
Der zweite 7,2 km lange Bauabschnitt Neufahrn–Ergoldsbach (Bau-km 33,735 bis 39,000) war im Bundesverkehrswegeplan 2003 unter der laufenden Nr. 200 im vordringlichen Bedarf eingestuft. Das Planfeststellungsverfahren startete am 16. Januar 2004. Zum Planfeststellungsbeschluss kam es am 16. Juli 2007. Klagen dagegen vor dem bayerischen Verwaltungsgerichtshof wurden am 4. November 2008 abgelehnt und eine Revision nicht zugelassen.

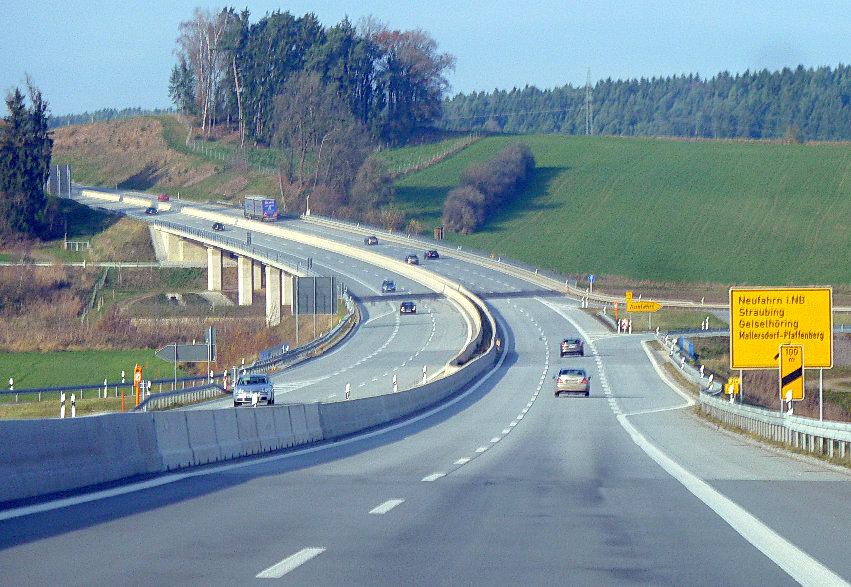
B15 neu – Ausfahrt Neufahrn i. Nb.

Eine Nichtzulassungsbeschwerde wurde am 24. April 2009 vom Bundesverwaltungsgericht abgewiesen. Baubeginn für diesen zweiten Bauabschnitt der Bundesstraße 15n war am 31. August 2009. Insgesamt zehn Brücken wurden für diesen Bauabschnitt errichtet. Die beiden größten Brücken spannen sich mit einer Gesamtstützweite von 179 m über das Dörnbachtal zwischen Oberdörnbach und Unterdörnbach sowie einer Gesamtstützweite von 243 über das Goldbachtal bei Kläham.
Die Finanzmittel für diesen Streckenabschnitt wurden im Februar 2012 im Rahmen des Infrastrukturbeschleunigungsprogrammes Bayern zur Verfügung gestellt. Im Bundesverkehrswegeplan 2003 war der Streckenabschnitt von Neufahrn i. NB nach Ergoldsbach mit Investitionskosten von 50,1 Millionen € veranschlagt worden. 2013 schätzte die Autobahndirektion Südbayern sie auf 66,1 Millionen €, was einer Kostensteigerung von 32 Prozent entspricht.
Am 2. Dezember 2013 gab Bundesverkehrsminister Peter Ramsauer diesen Abschnitt der B15 neu für den Verkehr frei.
Zusätzliche Anschlussstelle Neufahrn-Süd (LA 25): 1996 war im Gesehen-Vermerk zum Vorentwurf der B 15n für den Abschnitt Schierling-Ergoldsbach noch eine zusätzliche Anschlussstelle südlich von Neufahrn vom Bundesverkehrsministerium abgelehnt worden. 2010 stimmte es einer zusätzlichen Anschlussstelle Neufahrn-Süd an der LA 25 zwischen den Orten Neufahrn und Ergoldsbach zu. Zwischen diesen Ortschaften liegt ein größeres Industriegebiet, das etwa zu gleichen Teilen von beiden Gemeinden genutzt wird. Der Bau soll einem verstärkten Verkehrsaufkommen durch diese Orte und ihre Ortsteile (Prinkofen, Iffelkofen, Jellenkofen) entgegenwirken.
Im Frühjahr 2011 billigte der Tiefbauausschuss des Landkreises Landshut deren Planung. Zunächst für Anfang 2012 vorgesehen wurde das Planfeststellungsverfahren für den Bau der Anschlussstelle bei Neufahrn mit Neubau der Kreisstraße LA 25 im Juli 2014 eingeleitet und Anfang Februar 2016 mit dem Planfeststellungsbeschluss durch die Regierung Niederbayern abgeschlossen. Es folgt das Auslegungsverfahren der Unterlagen in der Gemeinde Neufahrn und im Markt Ergolding.
Die Gesamtkosten werden mit 4,4 Millionen Euro veranschlagt, von denen das Bundesverkehrsministerium 80 Prozent und der Landkreis Landshut 20 Prozent übernehmen. Am 11. November 2015 nahm der Bauausschuss des Landkreises Landshut den neuen Zubringer zur Anschlussstelle Neufahrn-Süd der B 15 neu (LA 25) in den Tiefbauhaushalt für 2016 auf, da laut Regierung Niederbayern 2016 eine zusätzliche Baumaßnahme bezuschusst werden könne. Die jetzige Industriestraße am Gewerbegebiet Neufahrn-Süd wird in zwei Bauabschnitten zur zukünftigen Kreisstraße LA 25 ausgebaut und mittels eines Kreisverkehrs an die B 15 angebunden. Am 30. Juni 2016 wurde mit dem Bau des Kreisverkehrs begonnen. Die Arbeiten sollen Ende August abgeschlossen sein. Der zweite Bauabschnitt wurde im Mai 2017 begonnen. Zusammen mit dem Bau der AS-Neufahrn-Süd sollte dieser bis 2019 fertiggestellt sein. Die Gesamtkosten wurden auf zirka 8,8 Millionen Euro beziffert. Ein Zuschuss des Freistaates Bayern zu den Kosten des Landkreises in Höhe von etwa 55 Prozent war zugesagt worden. Die Kosten für den Landkreis wurden 2017 mit 1,6 Millionen Euro veranschlagt. Für die Umgehungsstraße zur Anschlussstelle Neufahrn-Süd (LA 26) wurden im Etatentwurf 2019 des Landkreises 540.000 Euro eingestellt. Am 14. Juli wurde die neue Auffahrt dem Verkehr übergeben. Die finalen Kosten beliefen sich auf 9,3 Millionen Euro. Die Förderung des Freistaates Bayern betrug 2,1 Millionen Euro, somit verblieben auf Seiten des Landkreises Kosten in Höhe von 1,27 Millionen Euro.
| Träger der Kosten  | Höhe der Kosten |
| ------------------ | --------------- |
| Bund               | 6,4 Mio. €      |
| Landkreis Landshut | 2,4 Mio. €      |
| Gesamt             | 8,8 Mio. €      |

| Träger der Kosten  | Höhe der Kosten |
| ------------------ | --------------- |
| Bund               | 3,52 Mio. €     |
| Landkreis Landshut | 0,88 Mio. €     |
| Gesamt             | 4,4 Mio. €      |

### Bauabschnitt 3 (freigegeben seit 15. Dezember 2023)

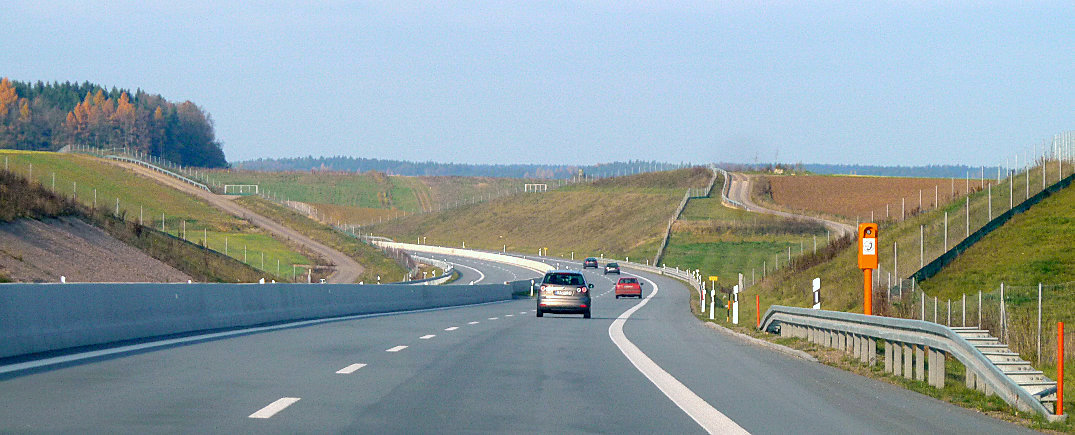
B15 neu – Höhe nördliches Ergoldsbach

Für den dritten Bauabschnitt Ergoldsbach–Essenbach (Bau-km 39,000 bis 48,110) bis zur A 92 startete am 20. September 2005 die Planfeststellungsphase. Er war im Bundesverkehrswegeplan 2003 unter der laufenden Nr. 201 im vordringlichen Bedarf eingestuft. Im Rahmen des Planfeststellungsverfahrens gab es 150 Einwendungen inklusive vier Sammeleinwendungen. Der Planfeststellungsbeschluss der Regierung von Niederbayern erging am 16. Dezember 2011. Zunächst wurde dieser Beschluss beklagt; unter anderen durch den Markt Essenbach wegen der Auswirkungen auf die Wohngebiete in Ohu-Ahrain durch eine Anbindung der B 15n an die A 92 in Form eines Kleeblatts anstatt einer Trompetenlösung. Die letzten Klagen wurden am 2. Februar 2013 zurückgezogen. Der neun Kilometer lange Bauabschnitt sieht eine Anschlussstelle zwischen Essenbach und Unterwattenbach an der Staatsstraße 2141 vor. Das Bauabschnittsende markiert die Verbindung mit der A 92 bei Ohu. Vor dem Anschluss an die A 92 wird die B 15 neu abgesenkt und unter der A 92 hindurch geführt.
Größtes Einzelbauwerk ist eine wegen des hoch anstehenden Grundwassers hierfür notwendige Grundwasserwanne bei Ohu mit einer Länge von 970 m. Nach den Hochwasserereignissen 2013 und der Überflutung des Autobahnkreuzes Deggendorf wurde die Entwässerungsanlage auf ein 100-jähriges Regenereignis ausgelegt. Da bei einem Ausfall der Pumpanlage nach 15 Minuten mit einer Verkehrsgefährdung durch Überflutung zu rechnen ist, wurde eine entsprechende verkehrstechnische Anlage für eine automatische Sperrung vorgesehen.
Erste Vorarbeiten begannen am 11. Februar 2013 mit der Rodung im Kreuzungsbereich der B 15 neu mit der bestehenden B 15, um den Bau einer Brücke nördlich von Essenbach (geplant für Herbst 2013) zu ermöglichen. Baubeginn war zwar am 30. Juli 2013. Zu diesem Zeitpunkt war die Bereitstellung der notwendigen Finanzmittel durch das Bundesverkehrsministerium für die Hauptmaßnahme noch nicht erfolgt. Ende November 2014 begannen im Kreuzungsbereich der B 15 neu mit der A 92 die Vorarbeiten (Rodung des Gehölzbestandes an den Böschungen) für den Anbau der Verteilerfahrbahnen. Der Beginn der Erdarbeiten wurde auf Juni 2015 festgelegt. Planfestgestellt ist die Anbindung an die A 92 in Form eines „Kleeblatts“, während von Seiten der Gegner der B 15 neu eine solche in Form einer „Trompete“ gefordert wird. Gemäß Staatlichem Bauamt Landshut ließe sich das geplante „Kleeblatt“ in eine „Trompete“ umbauen, sollte ein Weiterbau nach Süden nicht stattfinden. Am 14. Januar 2015 hat die Autobahndirektion Südbayern ein neues Planfeststellungsverfahren beantragt zur Änderung des Bauverfahrens der vorgesehenen Grundwasserwanne im Bereich der Anbindung an die A 92. Die Grundwasserwanne war im Rahmen des Planfeststellungsverfahrens (2005–2011) notwendig geworden, um den Anforderungen aus Natur- und Lärmschutz gerecht zu werden, da eine Anbindung nicht mehr wie ursprünglich vorgesehen als Brückenlösung, sondern als Unterführung erforderlich wurde. Der Änderungsbeschluss erfolgte am 24. Juli 2015. Der Baubeginn war für das Frühjahr 2016 vorgesehen.
Der Terminplan für die Bauarbeiten sah vor:
- 2015: Erstellung der Unterführungsbauwerke sowie „Kleeblatt“ an der A 92
- 2016: Bau des größten Teils der neuen LA 7, Baubeginn der Grundwasserwanne der B 15 neu sowie Beginn der Deckenbauarbeiten am „Kleeblatt“
- 2017: Anschluss der LA 7 an die St 2074 und Ausführung weiterer Erd- und Deckenbauarbeiten im Bereich der B 15 neu
- 2018: Errichtung der Überführungsbauwerke und Anbringen der Lärmschutzwände.

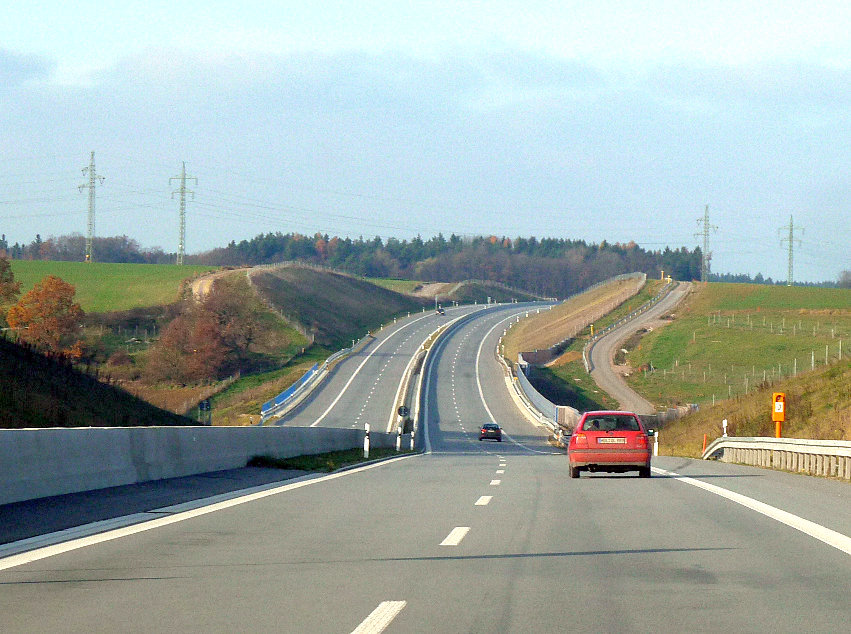
B15 neu – Höhe südliches Ergoldsbach

Am 1. März 2016 begannen die Bauarbeiten für die Anschlussstelle Essenbach, die die B 15 neu mit der Staatsstraße 2141 verbindet. Die Fertigstellung war für das Frühjahr 2017 vorgesehen. Im Mai 2014 wurde vom Bayerischen Staatsministerium des Innern, für Bau und Verkehr als Ziel 2018/2019 genannt Mitte 2015 ging man von einem Anschluss im Jahr 2019 aus. Die bauvorbereitenden Arbeiten 2013 wurden mit einem Volumen von 5 Millionen € aus Mitteln des Investitionsbeschleunigungsprogramms II Bayern finanziert, welches im Dezember 2012 aufgelegt worden war. Die Gesamtmaßnahme wurde im Investitionsrahmenplan für den Zeitraum 2011 bis 2015 in der Kategorie C eingestuft. Gemäß Bundesverkehrsministerium „wird für Vorhaben der Kategorie C die Möglichkeit eröffnet, in Abhängigkeit von den Finanzierungsmöglichkeiten mit dem Bau zu beginnen.“ Im Juli 2014 gab der Bund die Finanzmittel für den Bau frei. Die Einweihung des ersten Streckenabschnitts zwischen den Anschlussstellen Ergoldsbach und Essenbach (Anbindung an die Staatsstraße 2141) erfolgte am 19. November 2019, die Verkehrsfreigabe am darauf folgenden Tag.
Problematisch gestaltete sich aber der daran anschließende Abschnitt bis zum Autobahnkreuz mit der A 92. Ende September 2017 teilte die Autobahndirektion Südbayern mit, dass sich der Fertigstellungstermin des Gesamtbauwerks von 2019 auf 2020 verschiebt. Einen Monat später stand auch das Jahr 2020 in Frage. Grund für diese Verzögerung waren Differenzen zwischen der Autobahndirektion Südbayern und der damals bauausführenden Firma über die Kosten der Grundwasserwanne. Wie sich im Juli 2018 herausstellte, wird der Rechtsstreit (Stand Januar 2020 steht das Gerichtsverfahren hierzu noch aus.) mit einem Streitwert im zweistelligen Millionenbereich zu einer erheblichen Verzögerung bei der Fertigstellung führen; der Anschluss hat sich schließlich bis Ende 2023 verschoben. Im September 2018 teilte die Autobahndirektion Südbayern mit, dass der ausführenden Baufirma außerordentlich gekündigt wurde. Der Weiterbau der Grundwasserwanne musste europaweit neu ausgeschrieben werden. Zwischenzeitlich, am 13. Oktober 2017, wurden die Ingenieurleistungen für die verkehrstechnischen Anlagen und wegweisende Beschilderung sowie die verkehrstechnische Sperranlage an der Grundwasserwanne im Bereich des Kreuzungsbauwerkes mit der A 92 vergeben, die zwischen dem 18. Oktober 2017 und dem 28. Februar 2025 erbracht werden. Anfang Juni 2019 wurden die Arbeiten für den Weiterbau der Grundwasserwanne und die Fertigstellung des Autobahnkreuzes ausgeschrieben. Der Bau erfolgte von April 2020 bis November 2023 wie vorgesehen. Die Vergabe des Auftrages erfolgte am 6. Dezember 2019. Die Eröffnung des dritten Bauabschnitts bis zum Kreuz Landshut erfolgte schließlich am 15. Dezember 2023.

## Kostenentwicklung
Im Bundesverkehrswegeplan 2003 war der Streckenabschnitt von Ergoldsbach nach Essenbach (A 92) mit Investitionskosten von 88,3 Millionen € veranschlagt worden. Bereits 2011 wurden die Schätzungen wegen der aufwendigen Anbindung an die A 92 auf 120 Millionen Euro angehoben. Sprach die Autobahndirektion Südbayern dann im März 2014 von 118,3 Millionen € (+ 34 Prozent gegenüber dem Ansatz aus dem Bundesverkehrswegeplan 2003) korrigierte sie diesen Wert kurze Zeit später (Stand November 2014) auf 182 Millionen €, was einer Steigerung von 106 Prozent gegenüber dem ursprünglichen Ansatz entspricht. Der Vergabewert z. B. des Bauwerks BW 47-3 Grundwasserwanne Ohu betrug 40,6 Millionen Euro im Jahr 2015. Mit 50 Millionen Euro hat die Grundwasserwanne den größten Anteil an den Kostensteigerungen; weitere Steigerungen ergaben sich aus den mit 2,5 Prozent pro Jahr bezifferten Baupreissteigerungen. Insgesamt betragen die Baukosten der Grundwasserwanne (Bauwerk plus verkehrstechnische Ausstattung) 84,5 Millionen Euro. Zusätzliche inflationsbedingte Kostensteigerungen sind dabei noch nicht eingerechnet.
Radweg zwischen Essenbach und Unterunsbach: Im Zuge des Baus an diesem Abschnitt der B 15neu wurden die beiden Radwege zwischen Essenbach und Unterunsbach zerschnitten. Die Verbindung westlich der alten Bundesstraße 15 existiert inzwischen nicht mehr. Die zweite Verbindung konnte zwar erhalten werden, war aber nicht mehr wie früher als komplett asphaltierter Weg ausgeführt worden, sondern teilweise nur als Feldweg. Im Januar 2020 aufgenommene Gespräche zwischen dem Markt Essenbach und der Autobahndirektion Südbayern, in die auch das Bundesverkehrsministerium eingeschaltet war, führten im Mai zum Ergebnis, dass die bayerische Straßenbauverwaltung plant im Sommer den Weg komplett zu asphaltieren, wobei die Kosten durch den Bund übernommen werden.

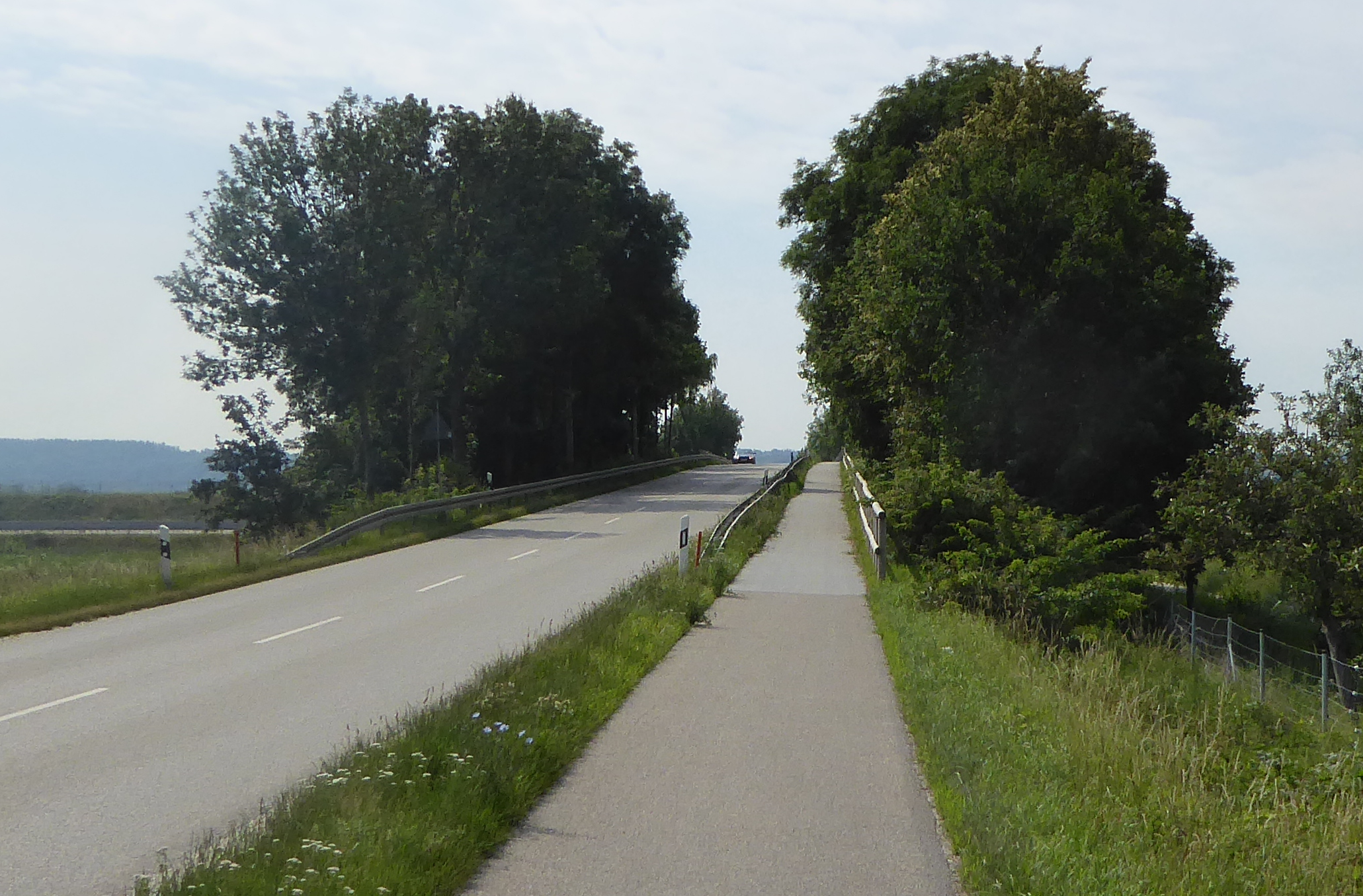
Verbindungsstraße LA 7 zwischen Essenbach und Ohu mit Blick in Richtung Ohu auf den Übergang über die A 92 mittels der die B 15neu an die A 92 provisorisch angeschlossen wird

Provisorische Anbindung an die A 92 über die LA 7: Da ein direkter Anschluss der B 15neu an die A 92 momentan nur über zwei Nordrampen möglich ist, stellte am 29. Januar 2018 die Autobahndirektion Südbayern im Bauausschuss des Landkreises Landshut ihre Pläne für ein Provisorium vor. Diese sehen eine indirekte Anbindung über die LA 7 vor. Der Verkehr von der B 15neu wird dabei zunächst an der Anschlussstelle bei Essenbach auf die Staatsstraße 2141 ausgeleitet, die weiter zur LA 7 führt. Die Anbindung an die A 92 erfolgt dann im Bereich der Brücke der LA 7 über die A 92, die die Ortsteile Essenbach und Ohu miteinander verbindet. Im Rahmen der Erstellung wird mit einem zusätzlichen Flächenbedarf von 11.000 Quadratmetern gerechnet. Zunächst war hierfür die Einleitung eines Planfeststellungsverfahrens für den Sommer 2018 im Gespräch. Dies hatte sich dann aber erübrigt. Im Juli 2018 wurde zwischen dem Landkreis Landshut und dem Freistaat Bayern vereinbart, dass die Autobahndirektion Südbayern die hieraus resultierenden Mehrkosten übernimmt. Die Kreisstraße wurde von 6 m auf 6,5 m Breite erweitert. Außerdem wurde eine Ampelanlage an der LA 7 erstellt. Die Kosten auf Landkreisseite für einen 900 m langen Abschnitt bei Ohu werden auf 50.000 Euro veranschlagt.
Die Ausschreibung für die entsprechenden Baumaßnahmen wurde im März 2019 durchgeführt. Die Bauarbeiten wurden im Zeitraum vom 3. Juni bis 2. August 2019 durchgeführt, während dessen die LA 7 für den Verkehr komplett gesperrt wurde. Die Kosten der provisorischen Anbindung belaufen sich auf 1,6 Millionen Euro.
| Strecken- abschnitt | Kosten nach BVWP 2003 (Ansatz) | Kosten nach Autobahndirek- tion Südbayern | Kosten- steigerung |
| ------------------- | ------------------------------ | ----------------------------------------- | ------------------ |
| Bauabschnitt 1      | 113,4 Mio. €                   | 159,1 Mio. €                              | + 40 %             |
| Bauabschnitt 2      | 50,1 Mio. €                    | 66,1 Mio. €                               | + 32 %             |
| Bauabschnitt 3      | 88,3 Mio. €                    | 182 Mio. € (Stand: November 2014)         | + 106 %            |
| Gesamt              | 251,8 Mio. €                   | 407,2 Mio. €                              | + 62 %             |

Im Jahr 2010 war das Verkehrsministerium noch von Gesamtkosten für diese drei Abschnitte von 308 Mio. Euro (154, 66 und 88 Mio. Euro) ausgegangen.
Verlegung LA 7: Im April 2013 wurde von der Regierung von Niederbayern die Genehmigung erteilt, die bestehende Kreisstraße LA 7, die durch die Trassenführung B 15 neu zerschnitten würde, auf einer Strecke von 1.267 Metern zu verlegen. Die Planfeststellung dieses Vorhabens erforderte eine entsprechende Änderung der Planfeststellung der B 15 neu. Ursprünglich war vorgesehen, dass die B 15 neu mittels Brücke über die LA 7 geführt wird. Deren Verlegung kostete 9,4 Millionen Euro. Die hierfür notwendige Verlegung von Versorgungsleitungen (20-kV-Freileitung und Mittelspannungsleitungen) kostete den Markt Essenbach 126.000 Euro. Die im Zuge dieser Verlegung notwendigen Brückenarbeiten an der B 15 über die Trasse der B 15 neu wurden von Ende Juli bis Anfang November 2014 durchgeführt. In der zweiten Oktoberhälfte war deswegen die B 15 für den Verkehr gesperrt. Kostenpunkt für diese 100 m lange Überführung waren 3,2 Millionen Euro. Fertiggestellt und für den Verkehr freigegeben wurde die neue Trasse der LA 7 am 8. Juli 2016.
| Träger der Kosten                             | Höhe der Kosten |
| --------------------------------------------- | --------------- |
| Bund                                          | 2,4 Mio. €      |
| Freistaat Bayern                              | 4,5 Mio. €      |
| Landkreis Landshut                            | 1,3 Mio. €      |
| Markt Essenbach                               | 1,2 Mio. €      |
| Markt Essenbach (für Verlegung 20-kV-Leitung) | 0,126 Mio. €    |
| Gesamt                                        | 9,526 Mio. €    |

### Bauabschnitt 4 (in Planung)

#### Trasse nach BVWP 2003

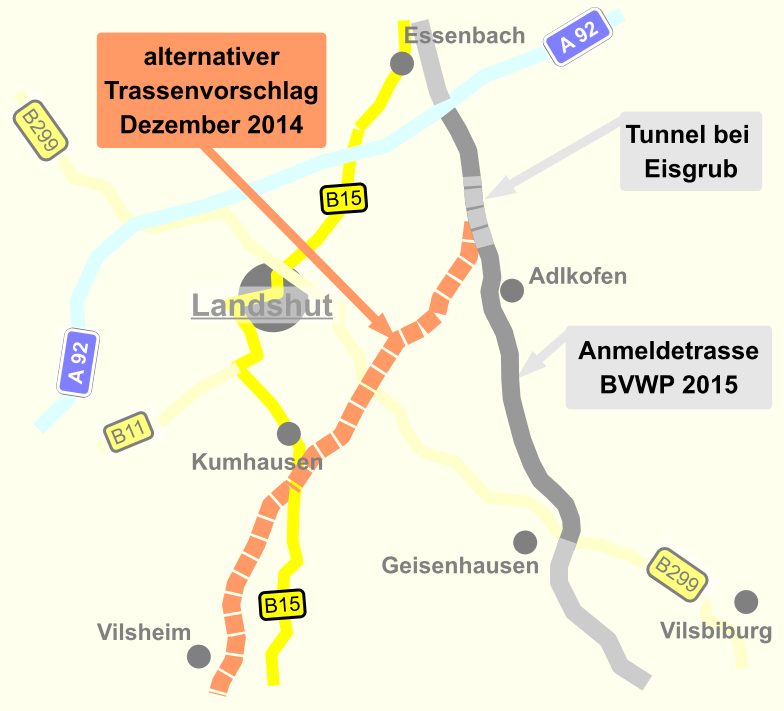
Planungsabschnitt der B 15 neu von der A 92 nach Geisenhausen sowie Trassenvariante über Kumhausen

Der 15,5 km lange vierte Bauabschnitt von Essenbach (A 92) nach Geisenhausen (B 299) ist im Bundesverkehrswegeplan 2003 als weiterer Bedarf mit Planungsrecht eingestuft. Mit der Planungsphase wurde 2005 bei der Autobahndirektion Südbayern begonnen. Vom Autobahnkreuz mit der A 92 bei Ohu war ursprünglich vorgesehen, die Trasse in einer Grundwasserwanne mit einer 320 m langen Einhausung zwischen Bahnstrecke und Staatsstraße 2074 zu führen, die Isar auf einer 395 m langen Brücke zu queren und die Trasse an Auloh vorbei bei Stallwang die Isarleite hoch und an Wölfelkofen vorbei nach Geisenhausen weiterzuführen. Zwischen Essenbach und Geisenhausen sind zwei Anschlussstellen an der Kreisstraße LAs 14 (Richtung Landshut) und an der Staatsstraße ST 2045 bei Adlkofen geplant.
2002 stand fest, dass die Querung des Isarhanges naturschützerisch besonders schwierig ist. Grund ist ein in diesem Bereich befindliches Fauna-Flora-Habitat (Ehemaliger Standortübungsplatz Landshut mit Isarleite – errichtet 2001,). Daher soll zwischen der Kreisstraße LAs 14 und Adlkofen die Trasse in einem 2,1 km langen Tunnel bei Eisgrub geführt werden. In diesem Bereich befinden sich Quartäre Schotter, Tertiäre Kiese, Sande und Tone. Zwischen 2007 und 2008 wurde daher eine geologisch-geotechnische sowie umwelttechnische und wasserwirtschaftliche Erkundung für einen zweiröhrigen Tunnel mit jeweils zwei Fahrstreifen durchgeführt. Sie zeigte eine „Wechsellagerung und Verzahnung bindiger und nichtbindiger Lockergesteine“, deren Lage nur schwer zu bestimmen ist. Zudem wurden bis zu drei Grundwasserstockwerke identifiziert. Der Baugrund ist sehr heterogen und stellt damit eine große Herausforderung dar. Die Vorplanung mit diesem Tunnel wurde im Februar 2009 dem Bundesverkehrsministerium zur Genehmigung vorgelegt und wurde im Februar 2012 genehmigt. In diesem Bereich ist ein großer Höhenunterschied zu überwinden. Rechnerisch ergibt sich hier für die Steigung (Höhenlängsneigung) im Bereich des Tunnels ein Wert von zirka 4 Prozent im Gelände (zum Vergleich: Im Abschnitt der A 92 zwischen den Autobahnausfahrten Altdorf und Landshut-Nord beträgt der Höhenunterschied zwischen 2,3 und 2,4 Prozent). Eine Steigung von 4 Prozent entspricht der Entwurfsklasse EKA1 A gemäß den Regeln für die Anlage von Autobahnen. Bei Höhenlängsneigungen größer 2 Prozent über eine Länge von mehr als 500 Metern ist zu prüfen, ob Zusatzfahrstreifen erforderlich werden können.
Im Bundesverkehrswegeplan 2003 war der Streckenabschnitt mit Investitionskosten von 98 Millionen € veranschlagt worden. Durch die Streckenänderung mit Bau des Tunnels bei Eisgrub stiegen die geschätzten Kosten auf 312,7 Millionen €. 2007 schätzte die Bundesregierung die Kosten für die Isarbrücke auf 20 bis 25 Millionen Euro und für den Tunnel auf rund 100 Millionen Euro. Im September 2011 sprach man bereits von 120 Millionen Euro (zum Vergleich: Der 1.470 m lange Josef-Deimer-Tunnel bei Landshut mit einer Röhre mit zwei Fahrstreifen ohne Standstreifen kostete 66 Millionen Euro). Auf der 122. Sitzung des Regionalen Planungsverbandes Landshut am 10. November 2011 sprach man bereits von 350 Millionen €. Nachdem die Baukosten für die Grundwasserwanne im aktuellen dritten Bauabschnitt bereits um 50 Millionen Euro gestiegen sind, sind Kostensteigerungen auch beim Bau des zweiten Teils der Grundwasserwanne in einem vierten Bauabschnitt zu erwarten. Im Zuge der Diskussion um die Ost-Süd-Umfahrung Landshut wurden Schätzungen für die Gesamtbaukosten von 250 bis 500 Millionen geäußert.
Am 4. März 2014 teilte das Bayerische Staatsministerium des Innern, für Bau und Verkehr mit, die Planfeststellungsunterlagen vorzubereiten. Es hat hierzu den Bauabschnitt „Essenbach (A 92) – Geisenhausen (B 299)“ als Unterprojekt zum Projekt „B 15n, A 92 (Landshut) – A 94 (Schwindegg)“ für den Bundesverkehrswegeplan 2030 angemeldet. Zum Datum eines Baubeginns oder einer Fertigstellung war Stand Februar 2014 keine Aussage möglich. Im Falle einer Einstufung im vordringlichen Bedarf soll das Planfeststellungsverfahren beantragt werden. Dessen Dauer ist auch abhängig von einem nicht auszuschließenden Klageverfahren. Ein Weiterbau kann erst nach Vorliegen eines bestandskräftigen Planfeststellungsbeschlusses erfolgen, sofern dann auch entsprechende Haushaltsmittel zur Verfügung stehen. Die Einleitung eines solchen Planfeststellungsverfahrens erfordert die Klärung der weiteren Streckenführung ab Geisenhausen vor allem im Abschnitt Velden-Schwindegg und damit ein neues Raumordnungsverfahren. Dieses ist grundsätzlich notwendig, da nach fast vier Jahrzehnten, die alte Raumordnungstrasse keine Gültigkeit mehr hat. Außerdem ist eine Umweltverträglichkeitsprüfung und die Änderung des Regionalplanes notwendig.

#### Trasse nach BVWP 2030
Am 19. Januar 2015 verkündete Innenminister Herrmann das Aus für einen Weiterbau der B 15neu. Der Abschnitt sollte alternativ als Ost-Süd-Umfahrung Landshuts bis zur alten B 15 weitergeführt werden. Parallel hierzu laufen schon seit Jahren Diskussionen um eine Osttangente Landshut, die diesen Bereich bis zur B 299 anschließen soll. Am 30. Januar wurde von Ministerpräsident Horst Seehofer verkündet, eine sich an die bestehende Raumordnungstrasse von 1977/78 anlehnende Trasse zum Bundesverkehrswegeplan 2030 anzumelden. Alternativ hierzu soll der Ausbau der B 15 bis Haag geprüft werden. Weiterhin sollte eine Ost-Süd-Umfahrung Landshut ab der B 15 neu/A 92 mit Isarquerung und Tunnel bei Eisgrub mit vierspuriger Anbindung an die B 299 und zweispuriger Anbindung an die B 15 in den vordringlichen Bedarf, deren Kosten auf 250 bis 300 Millionen Euro geschätzt wurden. Strebte Bayerns Verkehrsminister Joachim Herrmann Mitte 2014 für den Abschnitt zwischen A 92 und A 94 einen Baubeginn ab 2020 an, so korrigierte er sich im Juli 2015 und nannte als frühesten Termin das Jahr 2030; der Bund Naturschutz sprach gar von 2034, sollte nicht geklagt werden.
Im Rahmen der Anmeldung zum BVWP 2030 wurde folgende Trasse bewertet: Zunächst folgt diese von der A 92 in einer Grundwasserwanne, aber ohne Einhausung dem bisherigen Verlauf. Nach der Anbindung an die LAs 14 quert sie die Isarhangleiten aber gegenüber der früheren Planung mit zwei Tunneln: ein kürzerer Tunnel bei Eisgrub und ein Tunnel zwischen Birnkofen (Gemeinde Adlkofen) und Frauenberg (Stadt Landshut). Der Verlauf entspricht bis hier in etwa der bisherigen Planung aus dem genehmigten Vorentwurf (Weiterführung von Essenbach A 92 nach Geisenhausen) vom 6. Februar 2012. Nun schwenkt sie nach Westen ab. Zwischen Kleinreit und Sittlerhof ist an der Staatsstraße 2045 ein teilplanfreier Knoten vorgesehen. Im weiteren Verlauf soll sie zwischen Vogel und Gammel an die B 299 angebunden werden. In einem zweiten Abschnitt soll sie an die B 15 zwischen Hachelstuhl und Hausberg angebunden werden. Diese Variante mit den zwei deutlich kleineren Tunneln von 255 m und 395 m Länge wurde auch im Rahmen des Dialogforums „Ost-Süd-Umfahrung Landshut“ diskutiert. Inzwischen (Stand Ende 2016) spricht man von einem Anstieg zur Isarhangleite und deren Überbrückung mit einer rund 500 Meter langen Talbrücke mit 4,5 Prozent Steigung sowie nur noch einem etwa 400 m langen Tunnel bei Frauenberg. Im Bereich Ohu ist aktuell eine Aufschüttung in Höhe von sechs Metern als Lärmschutzmaßnahme vorgesehen, deren Kosten mit zirka zwei Millionen Euro veranschlagt wird. Alternativ hierzu wird von der Politik eine Einhausung („Deckel“) diskutiert. Im aktuell eingeleiteten Raumordnungsverfahren ist „ein Deckel (= Einhausung) auf dem Trog der Grundwasserwanne bislang nicht vorgesehen“.
Für den 10,9 km langen ersten Abschnitt wurde eine Nutzen-Kosten-Verhältnis von 4,0 und für den 6,5 km langen zweiten Abschnitt von >10 ermittelt. Gemäß dem vom Bundeskabinett beschlossenen Bundesverkehrswegeplan 2030 sowie dem Entwurf eines Sechsten Gesetzes zur Änderung des Fernstraßenausbaugesetzes, welches in der 190. Sitzung des Bundestages am Donnerstag, den 22. September 2016, in erster Lesung beraten wurde, ist dieses Teilstück nicht mehr Bestandteil einer B 15n, sondern der B 15.
Der Kostenrahmen für die zum BVWP 2030 angemeldeten zwei Teiltrassen wurde auf 260 Mio. € beziffert. Schon jetzt sind wesentliche Kostensteigerungen zu erwarten, da sowohl vom Markt Essenbach als auch vom Landkreis Landshut aus Lärmschutzgründen Forderungen nach einer Einhausung der in einer Grundwasserwanne geführten Trasse der B 15n ab dem Autobahnkreuz mit der A 92 erhoben werden, die nach aktueller Planung im weiteren Verlauf die Orte Ohu und Ohu-Siedlung zerschneidet. Entsprechendes wurde bereits an Politiker im Verkehrsausschuss des Bundestages wie auch an Verkehrsminister Dobrindt adressiert. Eine Kostenübernahme schließt das Bundesministerium für Verkehr und digitale Infrastruktur nicht aus, sofern solche Maßnahmen „notwendig und fachtechnisch begründet“ sind und dem Gebot der „Wirtschaftlichkeit und Sparsamkeit genügen“.
Am 19. November wurden im Rahmen eines europäischen Ausschreibungsverfahrens mit Einreichungsfrist bis zum 15. Dezember Ingenieurleistungen unter folgendem Titel durch das Staatliche Bauamt Landshut die östliche Ortsumfahrung Landshut betreffend ausgeschrieben: B 15neu Ost-Süd-Umfahrung Landshut Objektplanung Verkehrsanlagen BA I und II. Am 22. Dezember 2016 folgte die Ausschreibung (B16E7727001-02), die die Erstellung eines landschaftspflegerischen Begleitplanes (LBP) für die Bauabschnitte I und II für die Entwurfs- und Genehmigungsplanung umfasst und am 13. Februar 2017 startete die europäische Ausschreibung (B16E7727001-03) für die Objekt- und Tragwerksplanung des Bauwerks K 49/1 als ca. 400 m lange achtfeldrige Isarbrücke.
Die Unterlagen für ein Raumordnungsverfahren waren im Dezember 2016 in Vorbereitung. Ziel ist es, dieses bis Mitte 2017 abzuschließen. Für Anfang 2017 ist eine Informationsveranstaltung von Seiten des Landkreises zum Thema „Ost-Süd-Umfahrung Landshut“ geplant. Am 10. März hat die Regierung von Niederbayern auf Antrag des Staatlichen Bauamtes Landshut das Raumordnungsverfahren eingeleitet. Gegenstand des Verfahrens ist ausschließlich der Trassenverlauf der Ost-Süd-Umfahrung Landshut. Die Klärung der notwendigen Neu- und Ausbaumaßnahmen für den weiteren Verlauf bis zur A 8 bei Rosenheim soll während der Laufzeit des BVWP 2030 herbeigeführt werden. Am 8. Februar 2018 wurde das Raumordnungsverfahren mit einer positiven landesplanerischen Beurteilung für die Planfälle 1b und 1c abgeschlossen. Abgelehnt wurden der Planfall 1a sowie die Dammlösung für die Querung der Isarleite und die Untervariante Süd bei Altfraunhofen. Gegen dieses Ergebnis gibt es in den Gemeinden Adlkofen, Altfraunhofen und Geisenhausen erhebliche Vorbehalte, welche auf einem Treffen der Bürgermeister mit Landrat Peter Dreier im März 2018 artikuliert wurden.
Als möglichen Termin für die Einleitung eines Planfeststellungsverfahrens für den ersten Bauabschnitt der östlichen Umfahrung Landshut vom Autobahnkreuz der B 15neu mit der A 92 mit Isarquerung bis zur LAs 14 wurde am 22. Mai 2017 auf der fünften Sitzung des Dialogforums Ost-Süd-Umfahrung Landshut Sommer 2018 genannt. Eine vorherige Klärung des weiteren Trassenverlaufs wird hierfür nicht für notwendig erachtet. Entsprechende Planungsarbeiten hierfür wurden ausgeschrieben und bereits (B16E7727001-01, -02, -03 und -04) vergeben. Da die Trassenprüfung nach Abschluss des Raumordnungsverfahrens noch andauert, konnte der bisherige Termin für das Planfeststellungsverfahren nicht gehalten werden.
Am 13. Dezember 2018 hielt das Staatliche Bauamt Landshut eine Informationsveranstaltung für den ersten Bauabschnitt der östlichen Umfahrung Landshut ab, während die Erstellung der Unterlagen für dessen Planfeststellungsverfahren in Vorbereitung war. Geplant war dessen Beantragung noch im Jahr 2019, aber erst Anfang 2020 waren die Antragsunterlagen fertiggestellt. Am 30. Januar 2020 fand eine weitere Informationsveranstaltung statt. Seit der Veranstaltung im Dezember 2018 waren vor allem die naturschutzfachlichen Unterlagen überarbeitet und konkretisiert worden. Am 21. Januar 2020 wurden der Stadt Landshut und den Gemeinden Essenbach und Niederaichbach die Planfeststellungsunterlagen durch die Regierung von Niederbayern zugeleitet. Am 29. Mai endete die Einspruchsfrist gegen den ersten 1,8 km langen Bauabschnitt abgehend vom Autobahnkreuz mit der A 92 die Isar querend bis zur LAs 14. Insgesamt gab es 1.244 Einwendungen. Nach Sichtung durch die Regierung von Niederbayern hat nun das Staatliche Bauamt Landshut Gelegenheit zur Stellungnahme. Anschließend erfolgt durch die Regierung von Niederbayern die Prüfung und Bewertung der Einwendungen und der Stellungnahmen des Vorhabensträgers.
Immer noch in Arbeit ist der Investitionsrahmenplan 2016 bis 2020. Momentan ist für Bedarfsplanprojekte in Bayern im Haushaltsentwurf 2018 ein Gesamtbetrag von 408 Millionen Euro eingestellt. Für die mittelfristige Finanzplanung belaufen sich die Beträge für die Folgejahre auf 313 Mio. Euro (2019), 279 Mio. Euro (2020) und 289 Mio. Euro (2021).

### Weitere Planungsabschnitte

#### Trasse nach BVWP 2003
Die weiteren Streckenabschnitte waren folgendermaßen eingestuft:
- Geisenhausen (B 299) – Velden (B 388): vordringlicher Bedarf
- Velden (B388) – Schwindegg (A 94): weiterer Bedarf
- Schwindegg (A 94) – Rechtmehring (B 15): weiterer Bedarf
- Rechtmehring (B 15) – Kolbermoor (A 8): weiterer Bedarf

Beim Informationsgespräch in Landshut vom 17. Februar 2009 wurde die Kosten für den 9,8 km langen Abschnitt Geisenhausen–Haarbach inklusive der sogenannten „Vilstalspange“ zur B 388 die Kosten mit 60 Millionen Euro beziffert. Seit 1999 das Verfahren, denn der Planfeststellungsbeschluss vom 16. Februar 1991 war vor dem Bayerischen Verwaltungsgerichtshof sowie dem Bundesverwaltungsgericht beklagt worden. Die Aussetzung des Verfahrens endete am 14. Dezember 2011 mit Beschluss des Bayerischen Verwaltungsgerichtshofs und am 26. Januar 2012 wurde der Planfeststellungsbeschluss von der Regierung von Niederbayern aufgehoben, was eine Überprüfung des Trassenkonzepts südlich Vilsbiburgs bis zur A 94/B 15 im Rahmen eines neuen Raumordnungsverfahrens notwendig macht. Dieses ist grundsätzlich notwendig, da, nach fast 40 Jahren, die alte Raumordnungslinie keine Gültigkeit mehr hat. Zunächst war hier geplant worden, den Bau des Abschnittes Geisenhausen-Haarbach vorzuziehen. Ab 2011 war dann der Bau durchgehend von Geisenhausen nach Velden angedacht.
Der 15 km lange Abschnitt Velden–Schwindegg mit Anbindung die A 94 ist zwar im Bundesverkehrswegeplan 2003 als weiterer Bedarf eingestuft, aber kategorisiert mit festgestelltem hohem ökologischem Risiko. Planungsarbeiten finden nicht statt. Problematisch ist hier die Querung des Isentales, welches als FFH-Gebiet eingestuft ist. Die Trassenführung von 1978 steht hierzu im Konflikt. 2000 wurden im Rahmen einer Raumempfindlichkeitsuntersuchung entsprechende Korridore für eine Trassierung ermittelt.
Die Gesamtkosten für den Bereich Geisenhausen bis Schwindegg wurden 2012 mit 450 Millionen Euro veranschlagt.
Für den 55 km langen Abschnitt südlich der Kreuzung B 15n mit der A 94 bei Schwindegg bis zur A 8 bei Kolbermoor finden ebenfalls keine Planungsarbeiten statt. Die Baukosten werden auf 440 Mio. Euro geschätzt. Ein neues Raumordnungsverfahren ist erforderlich. Im BVWP 2003 ist dieser Bereich in zwei Teilabschnitte unterteilt gewesen: Schwindegg (A) 94) – Rechtmehring (B 15) und Rechtmehring (B) 15) – Kolbermoor (A 8). 2011 wurde von drei Teilabschnitten gesprochen:
- Teilabschnitt 1: Schwindegg bis Rechtmehring (B 15),
- Teilabschnitt 2: Rechtmehring (B 15) bis Pfaffing (B 304)
- Teilabschnitt 3: Pfaffing (B 304) bis Kolbermoor (A 8 Ost).

Drei Teilabschnitte in diesem Bereich wurden von der Bayerischen Staatsregierung auch für den in Aufstellung befindlichen BVWP 2015 angemeldet.
Ging Bayerns Verkehrsminister Joachim Herrmann wegen der Finanzausstattung des Verkehrshaushaltes noch von einem Baubeginn des Abschnitts zwischen A 94 und A 8 nicht vor 2030 aus, so kündigte er am 19. Januar 2015 das Aus für einen entsprechenden Weiterbau an. Elf Tage später wurde von Ministerpräsident Horst Seehofer verkündet, bis Haag eine sich an die bestehende Raumordnungstrasse von 1977/78 anlehnende Trasse sowie alternativ dazu den Ausbau der B 15 zum Bundesverkehrswegeplan 2030 anzumelden. Südlich von Haag soll sie dann der Bestandstrasse der B 15 inklusive der Westtangente Rosenheim bis zur A 8 folgen.
| Streckenabschnitt       | Kosten nach BVWP 2003 (Ansatz) | Kosten nach Autobahndirekt- tion Südbayern 2012                               | Kosten- steigerung                                                    |
| ----------------------- | ------------------------------ | ----------------------------------------------------------------------------- | --------------------------------------------------------------------- |
| Essenbach-Geisenhausen  | 98,0 Mio. €                    | 312,7 Mio. €                                                                  | + 219 %                                                               |
| Geisenhausen-Velden     | 45,3 Mio. € + 15,0 Mio. €      | 450 Mio. €                                                                    | + 646 %                                                               |
| Velden-Schwindegg       | 114,5 Mio. €                   | 450 Mio. €                                                                    | + 646 %                                                               |
| Schwindegg-Rechtmehring | 71,1 Mio. € + 96,3 Mio. €      | > 440 Mio. €                                                                  | höhere Kosten werden erwartet                                         |
| Rechtmehring-Pfaffing   | 48,5 Mio. €                    | > 440 Mio. €                                                                  | höhere Kosten werden erwartet                                         |
| Pfaffing-Kolbermoor     | 227,6 Mio. €                   | > 440 Mio. €                                                                  | höhere Kosten werden erwartet                                         |
| Gesamt                  | 716,3 Mio. €                   | 1.317,2 Mio. € inklusive Ansatz für Abschnitt Velden-Schwindegg nach BVWP2003 | + 84 % inklusive Ansatz für Abschnitt Velden-Schwindegg nach BVWP2003 |

Noch im Jahr 2010 war man für den Abschnitt von Essenbach bis Rosenheim von Gesamtkosten von 933 Millionen Euro (Essenbach-Geisenhausen 313 Mio. Euro, Geisenhausen-Haarbach 60 Mio. Euro und Haarbach-Rosenheim 560 Mio. Euro) ausgegangen.
Derzeit ist der Investitionsrahmenplan 2016 bis 2020 in Arbeit. Für Bedarfsplanprojekte in Bayern war im Haushaltsentwurf 2018 ein Gesamtbetrag von 408 Millionen Euro eingestellt worden. Für die mittelfristige Finanzplanung belaufen sich die Beträge für die Folgejahre auf 313 Mio. Euro (2019), 279 Mio. Euro (2020) und 289 Mio. Euro (2021).
Dem gegenüber steht ein Finanzbedarf für die laufenden und fest disponierten Projekte für Bayern aus dem Bundesverkehrswegeplan 2030 von 4,9 Milliarden Euro und für Projekte aus dem vordringlichen Bedarf und vordringlichen Bedarf mit Engpassbeseitigung von 7,2 Milliarden Euro. Die Kosten wurden für den BVWP 2030 auf das Bezugsjahr 2012 auf Basis einer jährlichen Kostensteigerungsrate von 2,5 Prozent abgezinst.
| Streckenabschnitt                                 | Kosten nach MdL Erwin Huber | Kosten nach MdB Florian Oßner | Kosten nach MdB Thomas Gambke | Kosten gemäß Berichterstattung über Dialogforum | Kosten gemäß 1. Referentenentwurf zum BVWP 2030 | Kosten gemäß Planungen für Raumord- nungsverfahren/3 Varianten |
| ------------------------------------------------- | --------------------------- | ----------------------------- | ----------------------------- | ----------------------------------------------- | ----------------------------------------------- | -------------------------------------------------------------- |
| Essenbach/A 92 über die B 299 nach Kumhausen/B 15 | 250 bis 300 Mio. €          | 310 Mio. €                    | 500 Mio. €                    | 400 Mio. €                                      | 260 Mio. €                                      | 260 bis 400 Mio. € je nach Variante                            |

Die Kostenschätzung im Bundesverkehrswegeplan 2003 ging von 968,1 Millionen € bis zur Fertigstellung der B 15n aus. Im Juli 2011 wurden die erwarteten Gesamtkosten mit 1,2 Milliarden € angegeben.
| Streckenabschnitt     | Kosten nach BVWP 2003 (Ansatz) | Kosten nach Bundesregierung 2007 | Kosten nach Autobahn- direktion Südbayern                                     | Kosten- steigerung                                                    |
| --------------------- | ------------------------------ | -------------------------------- | ----------------------------------------------------------------------------- | --------------------------------------------------------------------- |
| von der A 93 bis A 92 | 251,8 Mio. €                   | 250 Mio. €                       | 407,2 Mio. €                                                                  | + 62 %                                                                |
| von der A 92 bis A 8  | 716,3 Mio. €                   | 370 Mio. € (A 92 bis A 94)       | 1.317,2 Mio. € inklusive Ansatz für Abschnitt Velden-Schwindegg nach BVWP2003 | + 84 % inklusive Ansatz für Abschnitt Velden-Schwindegg nach BVWP2003 |
| von der A 92 bis A 8  | 716,3 Mio. €                   | 380 Mio. € (A 94 bis A 8)        | 1.317,2 Mio. € inklusive Ansatz für Abschnitt Velden-Schwindegg nach BVWP2003 | + 84 % inklusive Ansatz für Abschnitt Velden-Schwindegg nach BVWP2003 |
| Gesamt                | 968,1 Mio. €                   | 1.000 Mio. €                     | 1.724,4                                                                       | + 78 %                                                                |

Im Bundesverkehrswegeplan 2003 wurde für den Abschnitt von der A 92 bis zur A 94 ein Kosten-Nutzen-Verhältnis von 3,2 und für den Abschnitt von der A 94 zur A 8 ein solches von 3,3 errechnet.
Im Zuge der 11. Fortschreibung des Kapitel B VII Verkehr und Nachrichtenwesen (Änderung des regionalplanerisch gesicherten Trassenverlaufs der B 15neu den Teilabschnitt südlich von Haag i.OB bis zur A 8 und weiter zur A 93 betreffend) wurde der freizuhaltende Bereich wie folgt beschränkt: „Trasse B 15 neu zwischen der Regionsgrenze in Buchbach und dem Anschluss an die B 15 südlich von Haag i.OB.“ Der bisherige darüber hinaus freigehaltene Bereich zwischen Rechtmehring und Raubling wurde gestrichen.

#### Trasse nach BVWP 2030
Das Hauptprojekt B015n Landshut (A 92) – Rosenheim (A 8) (B015-G999-BY) wurde im ersten Referentenentwurf in den weiteren Bedarf mit Planungsrecht eingestuft. Die Festlegung eines Trassenverlaufes durch das Bundesland Bayern steht noch aus. Daher wurde die Bewertung anhand einer fiktiven Trasse durchgeführt für die sich ein Nutzen-Kosten-Verhältnis von 5,2 ergab. Die Gesamtlänge wurde mit 55 km angesetzt. Als Bautyp wurde ein zwei- bzw. dreistreifiger Neubau unterstellt. Die daraus resultierenden Projektkosten wurden mit 250 Mio. Euro abgeschätzt. Startpunkt dieser Haupttrasse ist der Anschluss an die Ost-Süd-Umfahrung Landshut (B015-G070-BY-T01-BY/B015-G070-BY-T02-BY) an der B 15. Endpunkt ist der Beginn der Westtangente Rosenheim (B 15). Zu diesen im Projektsteckbrief gemachten Angaben zur Länge und zu den Kosten erklärte das Bayerische Staatsministerium des Innern, für Bau und Verkehr Folgendes in einer Stellungnahme: „Die Gesamtprojektkosten entsprechen nicht den von BY angemeldeten Kosten in Höhe von 429,8 Mio. Euro. […] Die angegebene Streckenlänge deckt wohl eher den Abschnitt südlich Landshut bis südlich Haag ab und stimmt damit mit der grafischen Darstellung in der Karte nicht überein.“
Im Zuge der Überarbeitung des Referentenentwurfes wurde der Bautyp in zwei- bzw. vierspurigen Neubau erweitert und die Projektkosten auf 216,9 Mio. Euro reduziert. Gemäß dem vom Bundeskabinett beschlossenen Bundesverkehrswegeplan 2030 sowie dem Entwurf eines Sechsten Gesetzes zur Änderung des Fernstraßenausbaugesetzes, welches in der 190. Sitzung des Bundestages am Donnerstag, den 22. September 2016, in erster Lesung beraten wurde, wurde neben diesem Teilstück auch der dreistreifige Neubau einer Ortsumfahrung Lengdorf (B015-G070-BY-T06-BY) mit Kosten in Höhe von 33,1 Mio. Euro als Teilprojekt der B 15n aufgenommen. Letzteres war bei den Projektannmeldungen bisher als zur B 15 zugehöriges Projekt geführt worden.

## Bundesverkehrswegeplan 2030

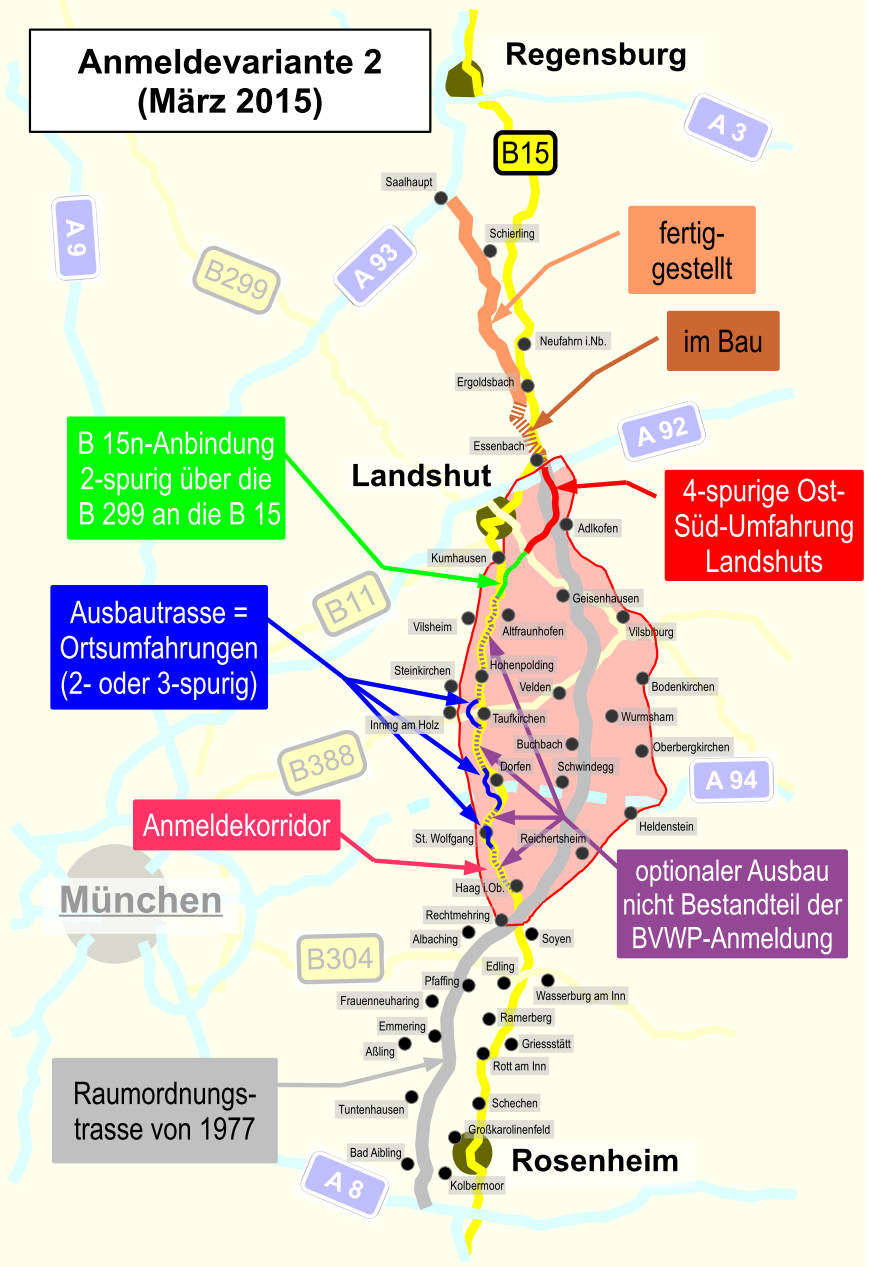
BVWP 2015 Anmeldevorschlag 2 Projekt B015-G070-BY (März 2015)

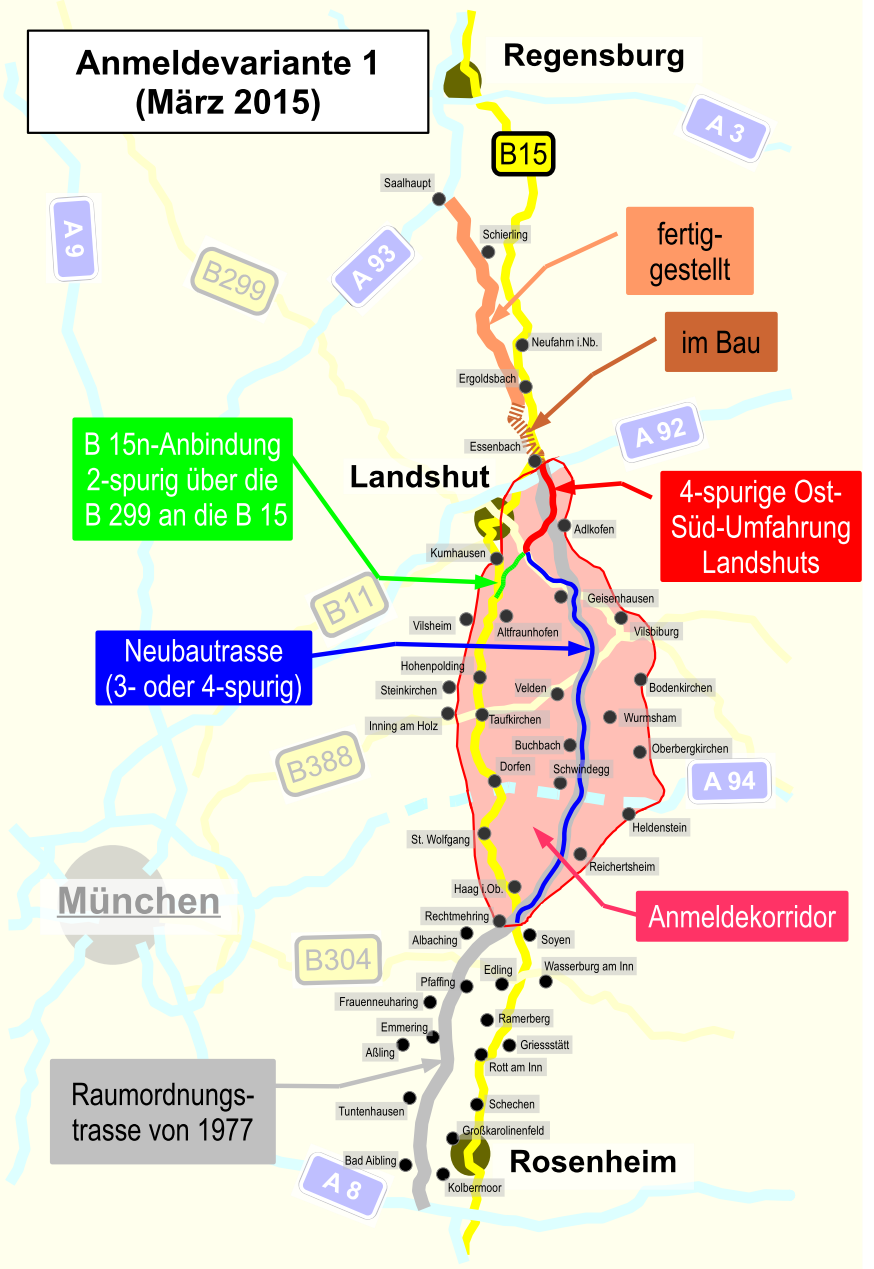
BVWP 2015 Anmeldevorschlag 1 Projekt B015-G060-BY (März 2015)

Am 12. März 2013 war durch das Bayerische Innenministerium eine Anmeldetrasse für den Bundesverkehrswegeplan 2030 (bis März 2016 als Bundesverkehrswegeplan 2015 bezeichnet) eingereicht worden. Nachdem sich dagegen in Politik und Bevölkerung deutlicher Widerstand geregt hat, wurde am 6. Dezember 2014 in Hinterberg bei Dorfen eine alternative Trassenführung vorgestellt, zu der der Bundestagsabgeordnete Florian Oßner am 14. Januar eine zusätzliche Trassenvariante ins Gespräch brachte. Da auch diese Trassenvorschläge nicht konsensfähig waren und nachdem sich gezeigt hatte, dass für einen Weiterbau die nötigen finanziellen Mittel auf absehbare Zeit nicht zur Verfügung stehen, verkündete der Bayerische Innenminister Herrmann am Montag, den 19. Januar 2015, im Kabinett das Aus für den Weiterbau der B 15 neu und die Rückziehung der bisherigen Anmeldetrasse. Dafür soll die bestehende B 15 zwischen Landshut und Rosenheim ausgebaut werden. Ebenso sollen die Planungen für eine Fortführung der B15 neu ab der A 92 in einer Ost-Süd-Umgehung Landshuts bis zur alten B 15 weitergeführt werden. Auch die Westumfahrung Rosenheims soll weitergebaut werden.
Nach Gesprächen mit CSU-Politikern aus den betroffenen Landkreisen in der Staatskanzlei am 29. Januar 2015 befürwortete Ministerpräsident Horst Seehofer abweichend zum im Januar gefassten Kabinettsbeschluss eine Aufnahme der B 15 neu in den Bundesverkehrswegeplan 2030 und verkündete am 30. Januar hierfür zwei Trassen inklusive Ost-Süd-Umgehung Landshuts anzumelden. Der Kabinettsbeschluss folgte am 3. Februar 2015.
Die Anmeldung erfolgte Ende März in Form eines Korridors. Ausgehend von einer Ost-Süd-Umfahrung Landshuts wurden zwei alternative Trassenvorschläge zur Bewertung eingereicht:
- eine Neubautrasse im Raumordnungskorridor zwischen Landshut und Haag

(Projekt B015-G060-BY)
- ein Ausbau der bestehenden B 15 mit Ortsumfahrungen

(Projekt B015-G070-BY).
Im ersten Referentenentwurf zum Bundesverkehrswegeplan 2030 sind insgesamt vier Vorhaben zur B 15 neu genannt. Diese sind in drei Kategorien gelistet:
- Laufende und fest disponierte Projekte (FD)
- Neue Vorhaben – Vordringlicher Bedarf (VB)
- Neue Vorhaben – Weiterer Bedarf mit Planungsrecht (WB*)

Zwei Vorhaben sind dabei mit der Straßennummer B 15neu in den Kategorien FD und WB* und weitere zwei Vorhaben als B 15 in der Kategorie VB und somit ohne Priorisierungsstufe Engpassbeseitigung (VB-E) geführt. Dabei handelt es sich um folgende Projekte:
| Kategorie | Projektnummer       | Straßen- nummer | Abschnitt                                        | Ausbauziel              | Länge in km | Investitions- kosten in Mio. Euro | Nutzen- kosten- verhältnis | Umwelt- und naturschutz- fachliche Beurteilung | Planungssituation      |
| --------- | ------------------- | --------------- | ------------------------------------------------ | ----------------------- | ----------- | --------------------------------- | -------------------------- | ---------------------------------------------- | ---------------------- |
| FD        | ohne Angabe         | B 015n          | Ergoldsbach bis Essenbach (A 92)                 | Neubau 4streifig        | 7,0         | 151,6                             |                            |                                                | Bauvorbereitung/in Bau |
| VB        | B015-G070-BY-T01-BY | B 015           | östliche Ortsumfahrung Landshut (A 92 bis B 299) | Neubau 4streifig        | 10,9        | 213,9                             | 4,0                        | hoch                                           | Vorentwurf genehmigt   |
| VB        | B015-G070-BY-T02-BY | B 015           | südliche Ortsumfahrung Landshut (B 299 bis B 15) | Neubau 2streifig        | 6,5         | 45,8                              | >10                        | mittel                                         | ohne Planungsbeginn    |
| WB*       | B015-G999-BY        | B 015n          | südlich Landshut bis Rosenheim                   | Neubau 2 bzw. 3streifig | 55          | 250                               | (5,2)                      | hoch                                           | ohne Planungsbeginn    |
| Gesamt    |                     |                 |                                                  |                         | 79,4        | 661,3                             |                            |                                                |                        |

1. ↑  Ist ein Gesehenvermerk (Vorentwurf genehmigt) erteilt, kann hinsichtlich der Prüftiefe eine weitere Trassenplausibilitätsprüfung entfallen (Umweltbericht zum BVWP 2030, Seiten 31ff.).
2. ↑  Im November 2014 wurden die erwarteten Kosten von der Autobahndirektion Südbayern mit 182 Mio. € beziffert.
3. ↑  Im Februar 2012 wurde ein Vorentwurf der B 15 neu mit einer Streckenführung von Essenbach A 92 nach Geisenhausen B 299 genehmigt, deren Kosten die Autobahndirektion Südbayern 2012 auf 312,7 Mio. € schätzte.
4. ↑  Die Trasse mit dieser Länge entspricht der Variante 1a, die im Raumordnungsverfahren als nicht raumverträglich eingestuft wurde.
5. ↑  Die im Referentenentwurf bewertete fiktive Trasse beginnt mit der Einmündung der östlichen Umfahrung Landshut in die B 299 und endet am Beginn der Westtangente Rosenheim. In seiner Stellungnahme zum Referentenentwurf merkte das Bayerische Staatsministerium des Innern, für Bau und Verkehr Folgendes hierzu an: „Die Gesamtprojektkosten entsprechen nicht den von BY angemeldeten Kosten in Höhe von 429,8 Mio. Euro. […] Die angegebene Streckenlänge deckt wohl eher den Abschnitt südlich Landshut bis südlich Haag ab und stimmt damit mit der grafischen Darstellung in der Karte nicht überein.“

Für die beiden ersten Teilabschnitte einer Ost-Süd-Umfahrung Landshut und für den Abschnitt südlich Landshut bis nach Rosenheim wird die Flächeninanspruchnahme wie folgt angegeben:
1. Abschnitt von der A 92 bis zur B 299: 56,1 Hektar
2. Abschnitt von der B 299 bis zur B 15: 25 Hektar
3. Abschnitt südlich Landshut bis Rosenheim: 154,7 Hektar[184]

Die Streckenführung des Abschnitts 1 wird im Rahmen der Umwelt- und Naturschutzfachlichen Beurteilung mit einer hohen Relevanz eingestuft. Im Projektdossier heißt es dazu: „Es umgeht die Stadt Landshut östlich und verläuft über bewegtes Ackerland mit Waldflächen. Ein FFH-Gebiet wird zwar an der schmalsten Stelle gequert, erhebliche Beeinträchtigungen sind dennoch wahrscheinlich. Das Projekt überspannt die Isar und das ÜSG mit einer langen Brücke. Im Bereich der Isar liegt ein nationaler Lebensraumkorridor (Feucht) und Kernräume sowie Großräume (BfN) (Trocken-, Feucht- und Waldlebensräume). Großsäugerlebensräume (BfN) liegen im gesamten Projektgebiet. Wegen der hohen Betroffenheit von Natura 2000 und wegen der Betroffenheit des BfN-Lebensraumnetzwerks hat das Projekt ein hohes Konfliktpotenzial.“
Das Nutzen-Kosten-Verhältnis der drei Neubau-Abschnitte wird wesentlich bestimmt durch:
- Abschnitt 1: Ost-Umfahrung Landshut
  - Veränderung der Betriebskosten im Personen- und Güterverkehr
  - Veränderung der Verkehrssicherheit
  - Veränderung der Reisezeit im Personenverkehr
  - Veränderung der Zuverlässigkeit
- Abschnitt 2: Süd-Umfahrung Landshut
  - Veränderung der Betriebskosten im Personen- und Güterverkehr
  - Veränderung der Reisezeit im Personenverkehr
  - Veränderung der Zuverlässigkeit
- Abschnitt 3: Landshut–Rosenheim
  - ohne Angabe

Der Nutzen aus den vier genannten Parametern für den Abschnitt von der A 92 bis zur B 299 wird mit 701,379 Millionen Euro angegeben. Die für die Errechnung des Nutzen-Kosten-Faktors relevanten Kosten (Barwert der bewertungsrelevanten Investitionskosten) werden auf 172,0 Millionen Euro beziffert.
Für den Abschnitt von der B 299 zur B 15 ist für die drei genannten Parameter ein Nutzen von 544,087 Millionen Euro angegeben und die Kosten werden mit 37,7 Millionen Euro beziffert.
Da das Hauptprojekt B015n Landshut (A 92) – Rosenheim (A 8) (B015-G999-BY) in Ermangelung eines konkreten Trassenvorschlages nur anhand einer fiktiven Trasse bewertet werden konnte, wurden die folgenden Teilprojekte nicht bewertet, als ohne Dringlichkeit eingestuft oder waren als Variante ausgeschieden:
- OU Lengdorf (B015-G060-BY-T04-BY / B015-G061-BY-T04-BY / B015-G062-BY-T04-BY / B015-G070-BY-T06-BY / B015-G071-BY-T06V-BY / B015-G072-BY-T06-BY),
- OU Taufkirchen (B015-G070-BY-T03-BY / B015-G071-BY-T03V-BY / B015-G072-BY-T03-BY),
- OU Dorfen (B015-G070-BY-T04-BY / B015-G071-BY-T04V-BY / B015-G072-BY-T04-BY) und
- OU St. Wolfgang (B015-G070-BY-T05-BY / B015-G071-BY-T05V-BY / B015-G072-BY-T05-BY).

Ebenso wurden folgende Projektvarianten ohne Dringlichkeit eingestuft oder waren als Variante ausgeschieden, die den weiteren Verlauf entweder als Neubautrasse (B 15neu) oder als Ausbautrasse (B 15) zum Inhalt haben:
| - B015-G071-BY - B015-G071-BY-T01-BY - B015-G071-BY-T02-BY - B015-G072-BY - B015-G072-BY-T01-BY | - B015-G072-BY-T02V-BY - B015-G060-BY - B015-G060-BY-T01-BY - B015-G060-BY-T02-BY - B015-G060-BY-T03-BY | - B015-G060-BY-T05-BY - B015-G061-BY - B015-G061-BY-T01-BY - B015-G061-BY-T02V-BY - B015-G061-BY-T03-BY | - B015-G061-BY-T05-BY - B015-G062-BY - B015-G062-BY-T01-BY - B015-G062-BY-T02V-BY - B015-G062-BY-T03-BY | - B015-G062-BY-T05-BY. |

Das Umweltbundesamt (UBA) kritisierte den ersten Referentenentwurf zum BVWP 2030 dahingehend, dass er elf der zwölf im eigenen Umweltbericht gesetzten Ziele verfehle und schlug vor, 41 Straßenprojekte – darunter das Projekt einer östlichen Ortsumfahrung Landshut (B015-G070-BY-T01-BY) – aus dem vordringlichen Bedarf zu streichen.
| Kategorie | Projektnummer       | Straßen- nummer | Abschnitt                      | Ausbauziel              | Länge in km | Investitions- kosten in Mio. Euro | Nutzen- kosten- verhältnis | Umwelt- und naturschutz- fachliche Beurteilung | Planungssituation   |
| --------- | ------------------- | --------------- | ------------------------------ | ----------------------- | ----------- | --------------------------------- | -------------------------- | ---------------------------------------------- | ------------------- |
| WB*       | B015-G070-BY-T06-BY | B 015n          | Ortsumfahrung Lengdorf         | Neubau 3streifig        | 4,8         | 33,1                              | 7,0                        |                                                | ohne Planungsbeginn |
| WB*       | B015-G999-BY        | B 015n          | südlich Landshut bis Rosenheim | Neubau 2 bzw. 4streifig | 55          | 216,9                             | (5,2)                      | hoch                                           | ohne Planungsbeginn |

An die Veröffentlichung des Referentenentwurfes schloss sich eine sechswöchige Öffentlichkeitsbeteiligung an. Etwa 1.800 Einwendungen, das entspricht 4,5 % aller Einsendungen, bezogen sich auf die B 15neu. Nach Auswertung der eingegangenen Stellungnahmen lag ein überarbeiteter Kabinettsentwurf vor, in dem die Vorhaben zur B 15neu in ihrer bisherigen Bedarfseinstufung enthalten waren. Im Zuge der Überarbeitung wurden die drei Projekte östliche und südliche Ortsumfahrung Landshut sowie südlich Landshut bis Rosenheim in die Verbindungsfunktionsstufe (VFS) 1 (Oberzentren) eingestuft. Für das Projekt südlich Landshut bis Rosenheim wurde zudem das Bauziel auf zwei- bzw. vierstreifig geändert und der Kostenansatz von zuvor 250 auf 216,9 Mio. € reduziert. Außerdem wurde ein zusätzliches Projekt mit der Ortsumfahrung Lengdorf (B015-G070-BY-T06-BY) aufgenommen. Nach der Ressortabstimmung Ende Juli 2016 hat das Bundeskabinett den Plan am 3. August 2016 beschlossen.

### Anmeldetrasse (12. März 2013)
Bezüglich der B15 neu wurden vom Bayerischen Staatsministerium des Innern, für Bau und Verkehr drei Projekte für den in Aufstellung befindlichen Bundesverkehrswegeplan 2030 angemeldet. Diese sind wiederum in sieben Teilprojekte unterteilt.
- Projekt 1) B 15n, A 93 (Regensburg) – A 92 (Landshut)

- Unterprojekt 1) B 15n Ergoldsbach – Essenbach (A 92)

- Projekt 2) B 15n, A 92 (Landshut) – A 94 (Schwindegg)

- Unterprojekt 1) B 15n Essenbach (A 92) – Geisenhausen (B 299)
- Unterprojekt 2) B 15n Geisenhausen (B 299) – Velden (B 388)
- Unterprojekt 3) B 15n Velden (B 388) – Schwindegg (A 94)

- Projekt 3) B 15n, A 94 (Schwindegg) – A 8 (Rosenheim)

- Unterprojekt 1) B 15n Schwindegg (A 94) – Rechtmehring (B 15)
- Unterprojekt 2) B 15n Rechtmehring (B 15) – Ostermünchen
- Unterprojekt 3) B 15n Ostermünchen – Kolbermoor (A 8)

Die Kosten hierfür werden auf etwa 1,7 Milliarden € geschätzt.

### Alternativer Trassenvorschlag (6. Dezember 2014)

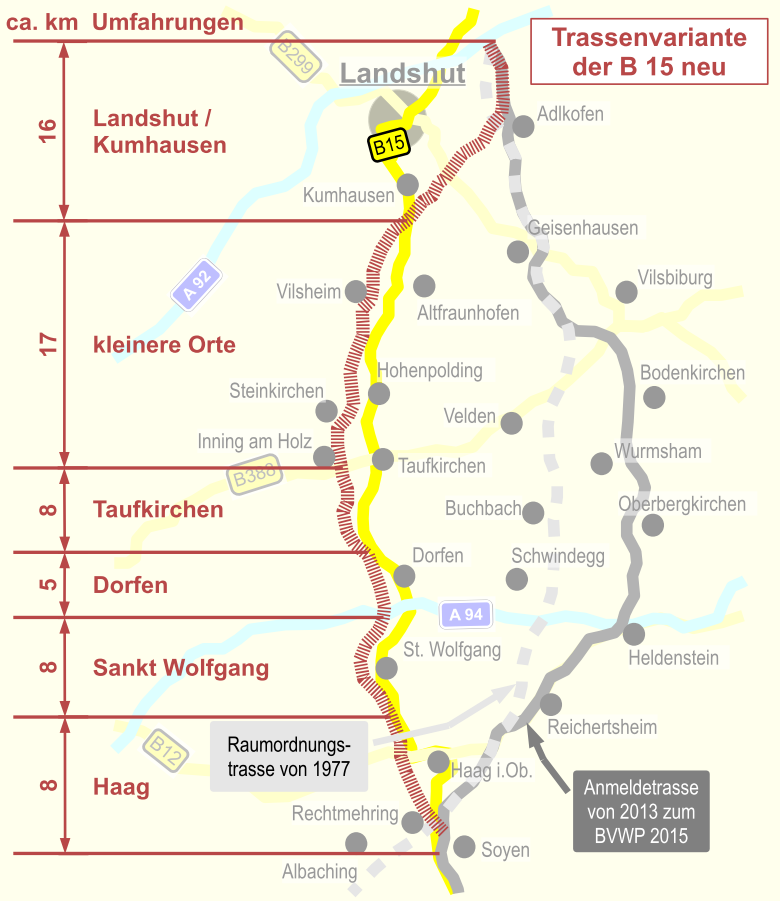
Alternative Trassenführung der B 15 neu (Dezember 2014).

Alternativ hierzu wurde von Innenminister Hermann am 6. Dezember 2014 auf einer Verkehrskonferenz in Hinterberg bei Dorfen ein neuer Trassenvorschlag zur Diskussion gestellt, welcher sechs Kilometer kürzer ist als die bisherige Anmeldetrasse. Führte die bisherige Trasse über Adlkofen, Geisenhausen, Velden und Schwindegg zur A 94, geht es nun zunächst an Adlkofen und Kumhausen vorbei, um dann parallel zur bestehenden B 15 an Vilsheim, Taufkirchen und Dorfen vorbei an die A 94 anzuschließen. Eine Kostenschätzung liegt noch nicht vor.
Der Vorschlag sieht folgende Streckenabschnitte vor:
- Umfahrung Landshut/Kumhausen (ca. 16 km)
- Abschnitt Kumhausen/Taufkirchen (ca. 17 km)
- Umfahrung Taufkirchen (ca. 8 km)
- Umfahrung Dorfen (ca. 5 km)
- Umfahrung St. Wolfgang (ca. 8 km)
- Umfahrung Haag (ca. 8 km)

Im Frühjahr 2015 sind Gespräche mit den Bürgern der betroffenen Regionen und dem Bundesverkehrsminister bezüglich Anpassung der Anmeldetrasse zum Bundesverkehrswegeplan 2030 geplant. Die weiteren Planungsarbeiten sollen von der Autobahndirektion Südbayern auf die örtlich zuständigen Staatlichen Bauämter in Landshut, Freising und Rosenheim übertragen werden.
Als Folge hiervon lud Ende Dezember 2014 Landrat Peter Dreier die Bürgermeister der betroffenen Gemeinden aus dem Landkreis Landshut sowie Vertreter der Stadt Landshut zu einem Gespräch ein, welches am 23. Januar stattfand. Ein Abstimmungsgespräch der betroffenen Bürgermeister wurde für den 22. Januar 2015 vereinbart. Gemeinsam wurde der alternative Trassenvorschlag begrüßt und eine ergebnisoffene Prüfung des Trassenverlaufes eingefordert.

### „Oßner-Vorschlag“ (14. Januar 2015)

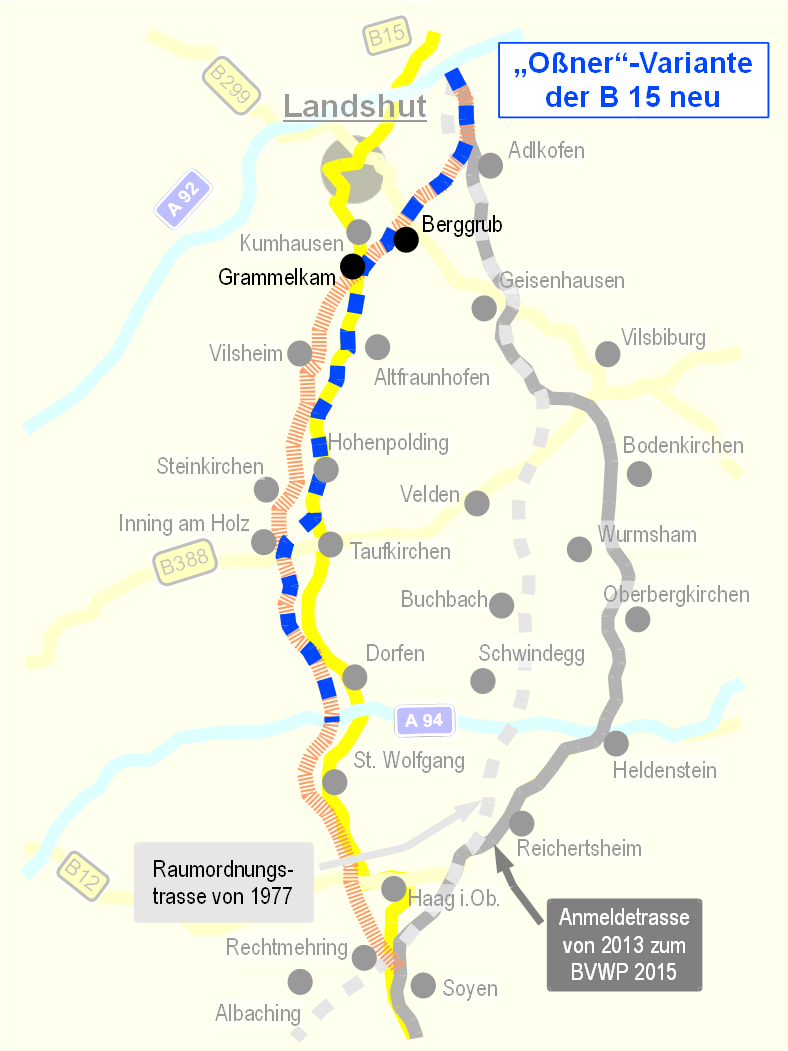
Trassenvorschlag von MdB Florian Oßner (14. Januar 2015)

Der CSU-Bundestagsabgeordnete Florian Oßner brachte am 14. Januar 2015 eine weitere optionale Trasse ins Gespräch. Zentraler Punkt war dabei eine vierspurige Ost-Süd-Umfahrung von Landshut ausgehend von der B 15 neu/A 92 mit Anschluss an die LAs 14 und die B299 in Höhe Berggrub. Die Querung der Isarhangleite erfolgte wie geplant mit einem Tunnel bei Eisgrub. Ab der B 299 war eine zweispurige Weiterführung vorgesehen. Südlich von Grammelkam traf sie auf die bestehende Trasse der B 15. Beide Teilabschnitte haben eine Gesamtlänge von 16,3 km. Der erste Teilabschnitt mit der Umfahrung Landshuts bis zur B 299 wurde als bis 2025 realisierbar erachtet, beide Teilabschnitte zusammen bis 2030. Deren mögliche Kosten wurden mit 310 Millionen Euro veranschlagt. Anschließend war für die B 15 ein dreispuriger Ausbau bis nördlich von Taufkirchen angedacht, wo sie auf die B 388 traf. Für die folgenden 13 km war der Bau einer neuen dreispurigen Trasse vorgesehen, um Taufkirchen und Dorfen westlich zu umfahren, bevor sie an die A 94 anschloss.

### „Seehofer-Variante“ (30. Januar 2015)

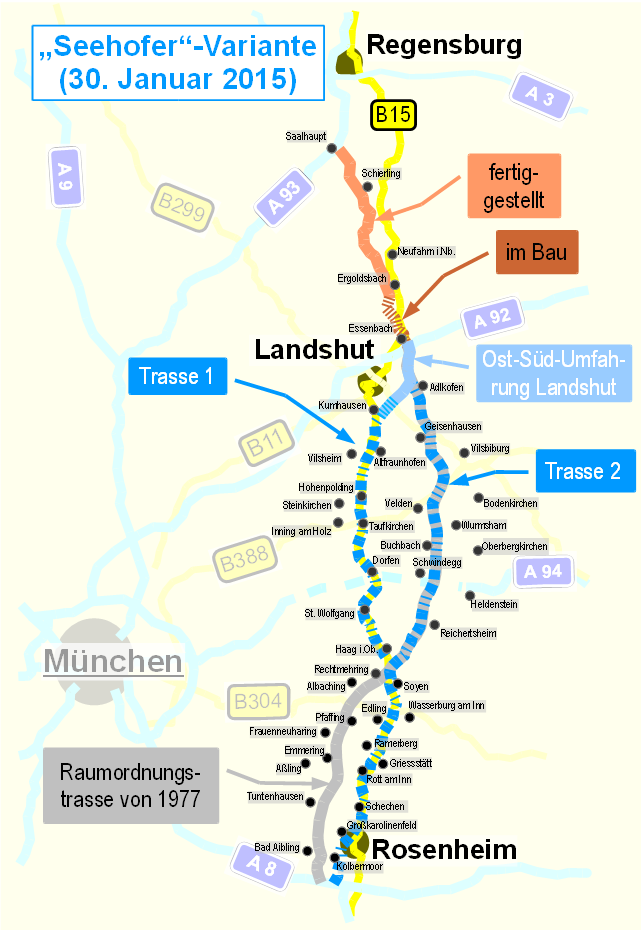
Vorschlag für zwei Alternativtrassen von Ministerpräsident Horst Seehofer (30. Januar 2015)

Nach einem Gespräch in der Staatskanzlei von mehr als 20 CSU-Mandatsträgern mit Ministerpräsident Horst Seehofer wurde am 30. Januar 2015 aus der Staatskanzlei verkündet, zwei Trassen zum Bundesverkehrswegeplan 2030 anzumelden: Eine Trasse bis nach Haag umfasste dabei den teilweise dreispurigen Ausbau der bestehenden B 15 mit Ortsumfahrungen, während sich die andere an die bestehende Raumordnungstrasse der B 15 neu von 1977/78 anlehnte. Es sollte dann geprüft werden, welche dieser beiden Trassen realisiert werden kann. Südlich von Haag sollte sie der Bestandstrasse der B 15 inklusive der Westtangente Rosenheim bis zur A 8 folgen, welche in Teilen dreispurig ausgebaut werden sollte. Mit einer Ost-Süd-Umfahrung Landshut, die für den vordringlichen Bedarf angemeldet werden soll war eine vierspurige Verbindung zwischen B 15 neu/A 92 und der B 299 und dann zweispurig weiter zur B 15 vorgesehen. Ein entsprechender Kabinettsbeschluss erfolgte am 3. Februar 2015. Damit wurde die weiter östlich verlaufende Meldetrasse vom 12. März 2013 in den Landkreisen Landshut und Mühldorf widerrufen und auch eine am 6. Dezember 2014 vorgeschlagene, westlich der B 15 verlaufende Trasse nicht mehr weiterverfolgt. Im Februar 2015 konkretisierte sich der Vorschlag dahingehend, dass Ortsumfahrungen entlang der B 15 entstehen sollten bei Taufkirchen, Dorfen, St. Wolfgang und Lengdorf. Von einem teilweise dreispurigen Ausbau der B 15 wurde wieder Abstand genommen. Zum Bundesverkehrswegeplan 2030 sollten im März lediglich eine Platzhaltertrasse (ohne exakte Trassenführung) mit Begründung der überregionalen Bedeutung des Straßenbauprojektes sowie einer Kostenschätzung angemeldet werden. Geplant war dann ab April der Beginn eines Öffentlichkeitsforums mit Erarbeitung von konkreten Trassenvorschlägen durch das Staatliche Bauamt unter Einbeziehung der betroffenen Gemeinden.

### „Trassenkombi“ des Kreisausschusses (Mai 2017)
In seiner Stellungnahme zum Raumordnungsverfahren zur Ost-Süd-Umfahrung Landshut brachte der Kreisausschuss des Landkreises Landshut ein erweitertes Trassenkonzept ein. Dieses sieht vor:
- einen vierstreifigen Neubau von der A 92 bis zur B 299 (ähnlich der östlichen Umfahrung Landshut der ROV-Trassen 1a/1b),
- daran anschließend einen vierstreifigen Ausbau der B 299 bis Geisenhausen,
- einen möglichst raschen Weiterbau der B 15neu östlich Geisenhausen auf dem Ostkorridor bis zur B 388 bei Velden sowie
- eine stadtnahe Südumfahrung von der B 299 bis zur B 15 (ähnlich der südlichen Umfahrung Landshut der ROV-Trasse 1a) aber mit Knotenpunkt bei Niederkam für eine spätere Anbindung an eine Westtangente Landshut.[208][209]

Die Punkte 1, 2 und 4 finden sich in ähnlicher Form auch in der Stellungnahme des Stadtrates Landshut wieder.

### Raumwirksamkeitsanalyse
Erstmals mit dem BVWP 2015 werden auch Ergebnisse einer Raumwirksamkeitsanalyse bei der Bewertung der Anmeldetrassen berücksichtigt. Die Raumwirksamkeitsanalyse für die Bundesverkehrswegeplanung 2015 ergab folgende Ergebnisse für den bayerischen/ostbayerischen Raum für den motorisierten Individualverkehr (MIV):
- Die Luftliniengeschwindigkeiten zwischen den Metropolregionen ergaben eine sehr gute Verbindungsqualität für die Erreichbarkeit Münchens von Stuttgart, Nürnberg und Prag aus sowie eine gute Erreichbarkeit von Wien aus.
- Für die Anbindung des Oberzentrums Landshut sowie der ostbayerischen Oberzentren an die Metropolregion München ergaben sich ebenfalls durchweg sehr gute Werte.
- Für die Verbindung der Oberzentren untereinander zeigte sich eine sehr gute Anbindungsqualität nach Landshut von Ingolstadt, Freising, Regensburg, Staubing und Deggendorf. Eine gute Anbindungsqualität ergab sich für Rosenheim. Befriedigend ist diese nach Passau und Burghausen.

Für den Schienenverkehr wurden folgende Werte im Schienenpersonenverkehr (SPV) ermittelt:
- Die Luftliniengeschwindigkeiten zwischen den Metropolregionen ergaben eine sehr gute Verbindungsqualität für die Erreichbarkeit Münchens von Stuttgart und Nürnberg aus. Die von Wien aus wurde als gut eingestuft sowie die von Prag aus als ausreichend.
- Für die Anbindung des Oberzentrums Landshut sowie der ostbayerischen Oberzentren an die Metropolregion München ergaben sich ebenfalls durchweg sehr gute Werte.
- Für die Verbindung der Oberzentren untereinander zeigte sich eine sehr gute Anbindungsqualität nach Landshut von Freising, Regensburg, Straubing, Deggendorf und Passau. Eine gute Anbindungsqualität ergab sich für Rosenheim. Befriedigend ist diese nach Ingolstadt und Burghausen.

Als Güterverkehrsstandorte mit überregionaler Bedeutung wurden Regensburg und Straubing identifiziert. Landshut wird hier nicht dazugezählt, obwohl es sich 2014 bereits auf Rang zehn der Umschlagbahnhöfe für den Schiene-Straße-Güterverkehr befand.
Hinsichtlich Erreichbarkeitsdefiziten wurde ermittelt:
- Autobahnen: bis unter 15 Minuten (beste Kategorie) für den Raum Landshut und meist 15 bis unter 30 Minuten (zweitbeste Kategorie) für den ostbayerischen Raum.
- Flughäfen: Landshut liegt hier in der besten Kategorie mit bis unter 30 Minuten. Ansonsten ist der Landshuter bzw. ostbayerische Raum zweigeteilt in 30 bis unter 60 Minuten (westliche Hälfte) und 60 bis unter 90 Minuten (östliche Hälfte).
- Oberzentren: Im Dreieck zwischen Regensburg, Landshut und Deggendorf sowie im Raum Rosenheim wird die Erreichbarkeit der Oberzentren mittels PKW mit bis unter 15 Minuten (beste Kategorie) bzw. mit 15 bis unter 30 Minuten (zweitbeste Kategorie) angegeben. Im Raum um Burghausen liegen diese Werte bei 30 bis unter 45 Minuten bzw. 45 bis unter 60 Minuten. Ähnlich verhält es sich im Schienenpersonenverkehr. Hier sind aber die Reisezeiten erheblich höher.
- IC/ICE-Verkehr der Bahn: Hier schneidet der Raum Landshut und der ostbayerische Raum schlecht ab. Die Fahrtzeiten mit dem PKW zum entsprechend nächstgelegenen IC-/ICE-Bahnhof liegen hier bei meist 30 bis über 60 Minuten. Für die Anreise mit dem Zug liegen diese Zeiten noch deutlich darüber.

Das „regionale Bevölkerungspotential“ wird in Ostbayern im Jahr 2030 als gering gewichtet, während es im Raum Landshut und um die Metropolregion München herum als mittel und in München selbst als hoch eingestuft wird.
Anmerkung: Für die beiden als Ost-Süd-Umfahrung Landshut angemeldeten Teilabschnitte von der A 92 über die B 299 bis zur B 15 wurde keine raumordnerische Bewertung nach Modul C der Bewertungsmethodik des BVWP 2030 durchgeführt.

## Erhaltungsmaßnahmen
Eineinhalb Jahre nach Fertigstellung musste der Streckenabschnitt zwischen Schierling und Neufahrn saniert werden. Grund waren Mängel an den Dehnungsfugen der Betonfahrbahn.

## Verkehrssicherung

### Polizei
Die polizeiliche Zuständigkeit für die 18,5 km von Kläham bis Schierling Süd wurde der Autobahnpolizeistation Wörth a. d. Isar (APS Wörth) übertragen. In Ermangelung von Haltemöglichkeiten müssen Fahrzeuge zur Kontrolle zunächst von der B 15neu abgeleitet werden. Die Möglichkeit für den Bau einer solchen Kontrollstelle an der B 15 neu sollte beim Bayerischen Landtag angefragt werden. Im Oktober 2019 teilte die Autobahndirektion Südbayern mit, dass sie Pläne für einen beidseitigen Parkplatz zwischen Schierling und Neufahrn erarbeitet hat.
Im Zuge des Lückenschlusses durch den dritten Bauabschnitt plant das Polizeipräsidium Niederbayern die Zuständigkeiten für die B 15 neu, die A 92 und die A 93 neu zu regeln. Zukünftig werden die APS Wörth und die Verkehrspolizeiinspektion Landshut (VPI Landshut) zusammengelegt werden. Dies und der erhöhte Personalbedarf durch die Anbindung der B 15neu an die A 92 machen zusätzliche räumliche Kapazitäten zum bestehenden Verwaltungsgebäude nötig. Als Standort wurde von Seiten des Landkreises Landshut ein Areal in der Nähe des zukünftigen Landratsamtes bei Essenbach favorisiert. Am 16. Juli 2019 billigte der Kreisausschuss den Verkauf eines 6000 Quadratmeter großen Areals an den Freistaat Bayern zu diesem Zweck.

### Feuerwehr
Die Zuständigkeit für den bei Essenbach liegenden Abschnitt wurde der Feuerwehr Essenbach übertragen, was ein Fahrzeug mit spezieller Ausrüstung erfordert.

### Park-, Tank- und Rastanlagen
Stand Sommer 2020 gibt es entlang der B 15neu keine Park-, Tank- und Rastanlagen. Im Rahmen der Überlegungen für eine zusätzliche Anschlussstelle zwischen den Anschlussstellen Schierling-Süd und Neufahrn gab es im Jahr 2017 Bestrebungen eine LKW-Rastanlage zu errichten. Gemäß Informationen der Autobahndirektion Südbayern vom Oktober 2019 waren hierfür Pläne für einen beidseitigen Parkplatz erarbeitet worden, die aber noch der Genehmigung des Bundesverkehrsministeriums bedürfen. Im Juli 2020 wurden über Pläne eines Energiekonzerns berichtet, im Bereich der Ausfahrt Neufahrn an der Staatsstraße 2142 eine Flüssigerdgas-Tankstelle mit einer Rastanlage zu errichten.

## Befürworter und Gegner

### Pro
Seit 2004 fordert die Initiative „Bürger für Landshut“ (BfL) den Weiterbau der B 15neu. 2008 richtete sie eine Resolution an Staatssekretär Heike im bayerischen Innenministerium. 2014 wandte sie sich diesbezüglich an den bayerischen Innenminister Herrmann und an Bundesverkehrsminister Dobrindt. Im April 2013 wurde die Initiative Pro B15 neu gegründet, die für den zügigen Ausbau der B15neu bis nach Rosenheim eintritt. Sie selbst erhebt keine Mitgliederbeiträge, wird aber finanziert von der Gesellschaft zur Förderung umweltgerechter Straßen- und Verkehrsplanung (GSV), einem Lobbyverband der Straßenbauindustrie. Im September 2013 sicherte die Landshuter Bürgerinitiative LA-Ost-staufrei bei einem Treffen mit Pro B15 neu ihre Unterstützung für deren Anliegen zu. Beim Regionalen Planungsverband Landshut hatte sie den Antrag gestellt, der Initiative beizutreten. Dies wurde aber am 3. Dezember 2013 auf der 127. Sitzung des Planungsausschusses einstimmig abgelehnt. Januar 2014 zählte sie etwa 900 Mitglieder; darunter Unternehmen sowie Politiker aus dem Landkreis Landshut und der Region. Hierzu zählt die im Landshuter Stadtrat vertretene politische Gruppierung Landshuter Mitte (LM). Im Juni 2014 startete sie eine an den Bundesverkehrsminister gerichtete Unterschriftenaktion, die Unterstützung beim Bund der Selbstständigen (BDS) in Landshut fand. Am 19. Januar 2015 wurden in München 33.068 Unterschriften an Staatsminister Herrmann übergeben. Nachdem noch einmal 10.000 Unterschriften hinzugekommen waren, wurde am 12. November 2015 eine weitere Übergabe an Bundesverkehrsminister Dobrindt gemacht. 2015 forderte auch die Landshuter „Bürger-Initiative Freie Fahrt“ einen Weiterbau einer B15 neu. Neben der Weiterführung einer B 15neu als Ost-Süd-Umfahrung Landshut unterstützt sie auch aktiv das Bürgerbegehren für eine Westumfahrung Landshut. Beide Vorhaben zusammen wurden als „Ringschluss“ sowohl vom Landshuter Oberbürgermeister Alexander Putz als auch von Manfred Dreier vom Staatlichen Bauamt Landshut im Rahmen des Dialogforums Ost-Süd-Umfahrung Landshut in Bezug auf ihre verkehrliche Wirkung favorisiert.
Im März 2012 beschloss der Regionale Planungsverband Landshut, eine Resolution des Marktes Ergolding und der Stadt Landshut zum Weiterbau bis zur A 94 zu unterstützen. Von den IHK-Gremien in Ober- und Niederbayern gibt es eine Resolution für die B 15 neu, unterstützt von fast hundert Unternehmen. Der Wirtschaftsbeirat Bayern unterstützt ebenfalls das Vorhaben. In einem gemeinsamen Brief der IHK München Oberbayern, der IHK Regensburg für Oberpfalz/Kelheim und der IHK Niederbayern vom 28. Januar 2015 an Ministerpräsident Horst Seehofer wurde noch einmal der Forderung eines Weiterbaus Ausdruck verliehen. Nachdem sich im Dezember 2015 die Mittelstands-Union (MU) Landshut für einen vierspurigen Weiterbau der B 15neu ab der A 92 ausgesprochen hat, befürwortete der Handels- und Gewerbeverein Landshut und Umgebung im Januar 2016 den Weiterbau der B 15neu. Unterstützung kam 2017 auch von der Vereinigung der Bayerischen Wirtschaft (vbw).

### Pro und Contra
Im Dezember 2014 gründete sich die Bürgerinitiative keine B15neu im Landkreis Erding die den Bau einer B 15 neu durch den Landkreis Erding ablehnt, aber den Bau auf der raumgeordneten Trasse im Landkreis Mühldorf befürwortet. Im Juni 2015 gründete sich in Erding eine weitere Bürgerinitiative, die den Bau einer B 15 neu grundsätzlich ablehnt und als Alternative den Ausbau der Bahnstrecke Landshut-Mühldorf-Rosenheim als Teil des Brennernordzulaufs vorschlägt. Gegen den Aus- und Neubau von Trassen für den Brenner-Nordzulauf positioniert sich hingegen die Kreisgruppe Rosenheim des Bund Naturschutz in Bayern.

### Contra
Mit der Einleitung des Raumordnungsverfahrens im Jahr 1972 für das damals noch „Bundesautobahn A 93 Regensburg-Traunstein“ genannte Projekt Bundesstraße 15n formierte sich auch der Widerstand dagegen und führte 1974 zur Gründung der Gemeinschaft der Betroffenen und Gegner der Autobahntrasse Regensburg – Rosenheim e. V. Sie beging am 26. September 2014 ihr 40-jähriges Bestehen. Der Verein hat heute mehr als 800 Mitglieder.
Am 21. Juli 2009 wurde der Grundstein zur Gründung weiterer Bürgerinitiativen unter dem Namen Stop B 15 Neu gelegt. Bürgerinitiativen gründeten (Gründungsdatum) sich in:
- Adlkofen (17. August 2009)
- Essenbach
- Geisenhausen (19. August 2009)
- Vilsbiburg (Mitte September 2009)
- Velden-Eberspoint (November 2009).

Weiter gründeten sich Bürgerinitiativen in:
| - Bad Aibling - Bodenkirchen - Buchbach-Ranoldsberg - Dorfen - Edling - Emmering - Erding (18. Juni 2015) - Großkarolinenfeld-Tuntenhausen - Haag - Heldenstein | - Kolbermoor - Kumhausen (Dezember 2014) - Lengmoos-Gars - Oberbergkirchen (2014) - Obertaufkirchen (Februar 2015) - Pfaffing - Rott-Ramerberg - Ramsau - Ranoldsberg - Rechtmehring (contra B 15neu) | - Reichertsheim - Soyen (2. Juli 2014) - Tiefenbach-Zweikirchen (Dezember 2014) - Vilsheim (Dezember 2014) - Vilsbiburg - Wasserburg-Reitmehring - Wurmsham |

Derzeit gibt es etwa 30 lokale Bürgerinitiativen. Am 31. August 2009 protestierten die Bürgerinitiativen sowie Betroffene aus dem südlichen Landkreis, vorwiegend aus dem Bereich Adlkofen über Geisenhausen bis Vilsbiburg, gegen den geplanten vierten Bauabschnitt, indem die komplette Fahrbahnbreite mit 27 Menschen nebeneinander symbolisiert wurde. Am 23. Juli 2013 war eine Online-Petition an den Verkehrsausschuss des Deutschen Bundestags und das Bundesverkehrsministerium gestartet worden. Bis zu deren Stichtag wurden 12.343 Unterschriften (davon 11.485 aus Bayern) gesammelt, die am 11. März 2014 der Staatssekretärin im Bundesverkehrsministerium, Dorothee Bär, übergeben wurden. Einem Aufruf der Bürgerinitiative folgend brannten am 10. Mai 2014 in insgesamt 35 Gemeinden in vier Landkreisen entlang der geplanten Strecke 206 Mahnfeuer als Zeichen des Widerstands dagegen. Gerhard Eck, Staatssekretär im bayerischen Innenministerium, wurden im Juli Postkarten von 6.000 Bürgern übergeben mit der Forderung der Streichung der B 15 neu und der Umsetzung alternativer Straßenbaumaßnahmen. Am 26. Juli fand zudem ein Protestzug durch das Vilstal nach Adlkofen statt, während dessen 10.000 Holzscheite beschrieben mit Wünschen der Bewohner gesammelt wurden, um sie am Folgetag vor das Münchner Innenministerium zu bringen. Am 10. Januar 2015 fand eine weitere Aktion mit 420 Mahnfeuern in fünf Landkreisen statt. Am 12. Januar 2015 fand eine von knapp 500 Bürgern besuchte Informationsveranstaltung der B15-neu-Gegner in Vilsheim statt, eine weitere am 15. Januar 2015 in Geisenhausen. Am 18. Januar fand mit 300 Teilnehmern eine weitere Protestveranstaltung mit Sternmarsch zur geplanten Trasse der B 15 neu bei Vilsheim statt. Die bisher letzte Gründung einer Bürgerinitiative („Stop B15 neu – hier nicht und nicht anderswo“) fand am 18. Juni 2015 in Erding statt. Am 26. September 2015 fand zum dritten Mal eine Mahnfeueraktion statt. Ende 2016 ist im Raum Altfraunhofen und Geisenhausen die Bürgerinitiative „Bürger gegen die B 15neu im Kleinen Vilstal“ aktiv. Im Januar 2017 reichte die Gemeinschaft der Betroffenen und Gegner der B 15neu und die Bürgerinitiativen (Stop B 15neu) Beschwerde bei der EU-Kommission zum Zustandekommen des Bundesverkehrswegeplans 2030 in Bezug auf die Öffentlichkeitsbeteiligung, die Variantenprüfung und die Bewertung der drei zur B 15neu eingereichten Vorhaben.
Die BN Kreisgruppe Landshut des Bund Naturschutz in Bayern ist dagegen seit langen Jahren aktiv sowie die BN Kreisgruppe Rosenheim und der Kreisverband Freising/Erding/Dachau e. V. des Verkehrsclubs Deutschland hält das Projekt für unnötig. Sowohl der Bund Naturschutz in Bayern als auch die Bürgerinitiativen fordern die B 15 neu an der Autobahn A 92 enden zu lassen.
Protest erfolgt auch dort, wo die B 15n bereits in Betrieb ist oder derzeit endet. Die Anwohner am Kreisverkehr bei Siegensdorf, wo der Verkehr der B 15n wieder der B 15 zugeleitet wird, beklagen fehlenden Lärmschutz sowie das gestiegene Feinstaubaufkommen. Eine Unterschriftenliste der 24 Betroffenen wurde dem Markt Ergoldsbach sowie dem Staatlichen Bauamt überreicht.
Der Bayerische Bauernverband sieht den Bau der B 15n kritisch hinsichtlich einer Inanspruchnahme landwirtschaftlicher Nutzflächen und hat 2014 eine Plakataktion mit dem Titel „Keine Felder und Wiesen für die B 15n“ gestartet.

### Stellungnahmen von Gebietskörperschaften

#### Städte, Gemeinden und Verwaltungsgemeinschaften
2009: In Adlkofen (21. September) und Geisenhausen (24. September) konnten Gemeinderatsbeschlüsse erwirkt werden, die einen sofortigen Planungsstopp und die Streichung des Abschnitts Essenbach–Schwindegg aus dem Bundesverkehrswegeplan fordern.
2010–2013: Ein ähnlicher Beschluss scheiterte am 8. April 2010 in Velden wegen Stimmengleichheit im Gemeinderat. Weitere Beschlüsse gegen den Weiterbau der B 15n hatten der Markt Essenbach (2012), die Gemeinden Rechtmehring, Pfaffing (März 2013), Albaching, Bad Aibling, Kolbermoor, Markt Gars a. Inn (9. Oktober 2013) und Tuntenhausen (Ende 2012) gefasst. Neben der im Dezember 2012 kundgetanen Forderung des Gemeinderates Aßling zur Herausnahme der B 15 neu aus dem Bundesverkehrswegeplan 2030 wurde durch den Gemeinderat am 18. Juni 2013 beschlossen, dies auch auf Bundesebene zu beantragen. Im September 2013 befürwortete der Gemeinderat von Emmering ohne Beschluss, die B 15 neu aus dem Bundesverkehrswegeplan herauszunehmen. Im April 2013 hob der Gemeinderat von Geisenhausen einen vier Jahre alten Beschluss dagegen in einer knappen 11:9-Entscheidung auf und sprach sich nun dafür aus. Im November folgte der Stadtrat von Vilsbiburg, der einen drei Jahre alten Beschluss dagegen aufhob und sich nun ebenfalls dafür aussprach.
2014: Am 13. März behandelte der Gemeinderat von Tuntenhausen das Thema 18. Änderung des Flächennutzungsplanes für die Herausnahme der B 15 neu im Gemeindegebiet Tuntenhausen. Beschlüsse gegen die geplante B 15n fassten im April die Gemeinden Heldenstein und Soyen und Wurmsham (14. April), im Mai die Stadt Wasserburg und im Juni die Gemeinden Oberbergkirchen und Lohkirchen. Eine Resolution gegen den Weiterbau fassten am 26. Juni die Gemeinderäte von Edling. Auch die Gemeinderäte der Gemeinden Ramerberg und Rott am Inn (10. Juli) forderten im Sommer den Freistaat Bayern auf weitere Planungen zu beenden. Der Gemeinderat des Marktes Buchbach lehnte eine B 15 neu mit Beschluss vom 9. Dezember ab, der Gemeinderat von Obertaufkirchen am 10. Dezember. Ebenso im Dezember lehnten die Holzlandgemeinden Hohenpolding, Inning am Holz, Kirchberg und Steinkirchen einstimmig den Bau der B15 neu im Landkreis Erding ab. In Dorfen gab es hierzu einen entsprechenden Mehrheitsbeschluss. Am 22. Dezember fasste auch der Gemeinderat von Vilsheim einen Beschluss dagegen.
2015: Am 8. Januar 2015 fand in Kumhausen eine Bürgerversammlung mit etwa 300 Zuhörern zur Bundesstraße 15n statt. Ebenso im Januar fassten die Gemeinderäte von Kumhausen und Tiefenbach einstimmig Beschlüsse gegen eine Westtrasse der B15 neu. Der Markt Essenbach bekräftigte im Januar noch einmal seine bereits 2012 durch Beschluss geäußerte Ablehnung einer Weiterführung der B 15 neu durch die Ortschaft Ohu über die A 92 hinaus. Befürwortet wird eine Versatzlösung, durch die anders als bei einem Autobahnkreuz eine Weiterführung an Ohu vorbei möglich wäre. Der Landshuter Stadtrat befürwortete in einem Beschluss vom 30. Januar 2015 den Weiterbau und dabei speziell die Aufnahme der Ost-Süd-Umfahrung Landshut bis zur B 299 in den „Vordringlichen Bedarf Plus“ des Bundesverkehrswegeplans 2015 aufzunehmen. Im Rahmen der bis Ende August laufenden Fortschreibung des Regionalplans für den Bereich Südostbayern beschloss der Gemeinderat von Reichertsheim den Antrag zu stellen, die Linienführung der B 15 neu aus dem Regionalplan zu streichen. Anfang April kam es erneut zu einem Mehrheitsbeschluss des Stadtrates Dorfen, der sich gegen einen bestandsnahen Ausbau der B 15 alt ausspracht und einen Planungsstopp der B 15neu an der A 92 bei Landshut forderte, solange die weiteren Planungen der B 15neu nicht auf der früher raumgeordneten Osttrasse bei Schwindegg erfolgten.
2018: Als Reaktion auf das Ergebnis der landesplanerischen Beurteilung im Zuge des Raumordnungsverfahrens wurde am 19. März 2018 erneut ein Beschluss von der Gemeinde gefasst, in dem die Trasse 1c abgelehnt wird. Für den Fall einer entsprechenden Planung auf Basis der Trasse 1c machte die Bürgermeisterin deutlich, dass „die Gemeinde alle möglichen Schritte dazu ausschöpfen will, gegen eine solche Realisierung vorzugehen“.

#### Kreistage
Weitere Beschlüsse gegen den Weiterbau der B 15n hatten die Kreistage von Rosenheim und Ebersberg gefasst. Ende Oktober 2014 stimmte der Kreistag von Mühldorf am Inn Anträgen von CSU, SPD und Grünen zu, die aktuelle Anmeldetrasse zum Bundesverkehrswegeplan 2030 abzulehnen und die Suche nach einer neuen Linienführung zu beauftragen, die bei der Dimensionierung das jeweils örtliche Verkehrsaufkommen berücksichtigt.
Als Reaktionen auf den alternativen Trassenvorschlag vom 6. Dezember 2014 lehnte der Kreistag von Erding mit Beschluss vom 15. Dezember 2014 „eine durch den Landkreis Erding führende Paralleltrasse zur bestehenden B 15“ ab. Am 2. März 2015 sprach sich der Kreistag von Landshut mit sieben Gegenstimmen „unter Beachtung der Finanzierbarkeit und Umweltverträglichkeit für den sofortigen Weiterbau der B 15neu (variantenoffen) südlich der A 92, für eine Ost-Süd-Umgehung von Landshut mit Anschluss an die B 299 bzw. B 15alt aus.“
Am 22. Juli 2020 sprach der Kreisausschuss des Landkreises Mühlheim ein Votum „gegen jeden B 15-Neubau durch den Landkreis Mühldorf und für den Ausbau bestehender Straßenverbindungen“ aus. Zwei Tage später stimmte der Kreistag parteiübergreifend mit 51:5 Stimmen für eine Resolution, die den Weiterbau einer B 15 neu ablehnt und alternativ dazu die Ertüchtigung der bestehenden Nord-Süd-Achsen fordert. Konkret geht es dabei um „den schnellstmöglichen Ausbau der Bundesstraßen B 20, B 588, B 299 und B 15, vor allem durch den Bau der noch fehlenden Ortsumfahrungen und eine Nutzung intelligenter Verkehrsleitsysteme zur optimalen Verteilung des Verkehrs“.

## Sonstiges
Die B 15neu ist eine Referenzbaustelle im Rahmen des „Bayerischen Forschungsverbundes Virtuelle Baustelle“ (ForBAU) zur ganzheitlichen Abbildung eines komplexen Bauvorhabens in einem digitalen Baustellenmodell. Unterstützt wird dieses Vorhaben z. B. durch die Hochschule Regensburg (terrestrisches Laserscanning) und die DLR (luftgestütztes Laserscanning). Ebenso ist die Erstellung eines 3-D-Baugrundmodells durch das Zentrum für Geotechnik geplant.
Im Bereich der Ausfahrt bei Neufahrn gibt es ein großräumiges Mobilfunkloch. Ein Verlauf parallel zur Bundesstraße 15neu im nördlichen Landkreis Landshut ist derzeit als eine Variante für den Südostlink in der Trassendiskussion. Parallel zur Bundesstraße 15n als Teil einer Nord-Süd-Magistralen für den überregionalen Schwerlastverkehr wird von der Deutschen Bahn der Ausbau eines Ostkorridors zur Entlastung der Nord-Süd-Achse Hamburg–Würzburg angestrebt und wurde zum Bundesverkehrswegeplan 2030 angemeldet. Über Regensburg und Landshut (beides Standorte mit DUSS-Container-Terminals der Deutschen Bahn) könnten dabei die Güterzüge über den Knotenpunkt Mühldorf weiter nach Freilassing–Rosenheim in den Zulauf des Brennerbasistunnels einmünden.

## Trivia
Nach der Straßenverkehrsordnung sind nicht nur Autobahnen, sondern allgemein mehrspurige Straßen mit baulicher Trennung der beiden Fahrtrichtungen (autobahnähnliche Straßen) frei von allgemeinen Geschwindigkeitsbeschränkungen. Es gilt lediglich eine allgemeine Richtgeschwindigkeit von 130 km/h.
Es besteht Mautpflicht für LKW nach dem Bundesfernstraßenmautgesetz (BFStrMG) auf dem 27,9 km langen Streckenabschnitt von der Anschlussstelle Saalhaupt (Autobahndreieck mit A 93) bis zur Anschlussstelle Ergoldsbach. Seit dem 1. Juli 2018 sind Bundesstraßen für LKW ab 7,5 Tonnen generell mautpflichtig.
Der RQ 26 (Regelquerschnitt 26) ist eine technische Regel für die Anlage von Straßen, welche in den RAS-Q festgelegt war. Die Gesamtbreite der Straße betrug darin 26 m mit einer befestigten Fläche von 2 × 10 m. Diese technische Regel wurde durch die RAA mit dem RQ 28 ersetzt, bei dem die Gesamtbreite 28 m mit einer befestigten Fläche von 2 × 10,5 m beträgt. Mittel- und Seitenstreifen sind jeweils um einen halben Meter größer geworden.
Für den Neubau einer vierstreifigen Bundesstraße geht man von folgenden Brutto-Flächenbedarfen (Trassenbreiten inklusive Nebenflächen, Böschungen und Einschnitten) aus:
- ohne Standstreifen: 56 m in bewegtem Relief bzw. Niederungsbereich bzw. 65 m in stark bewegtem Relief
- mit Standstreifen: 60 m in bewegtem Relief bzw. Niederungsbereich bzw. 70 m in stark bewegtem Relief